# Biserica greco-catolică Sfinții Arhangheli Mihail și Gavril din Sântandrei
Biserica greco-catolică Sfinții Arhangheli Mihail și Gavril este un monument istoric aflat pe teritoriul satului Sântandrei, comuna Sântandrei, județul Bihor.

## Localitatea
Sântandrei este satul de reședință al comunei cu același nume din județul Bihor, Crișana, România. Prima mențiune datează din 1291, cu numele de Santus Andreas.

## Biserica
Biserica a fost construită în anul 1782, cu reparații majore realizate în 1906 și 1952. Din data de 9 iunie 2019, biserica, monument istoric, a intrat într-un proiect de restaurare, pe fonduri europene. Noua clădire, construită pe locul școlii vechi, între biserică și casa parohială, va servi ca și capelă timp de un an, apoi va fi birou parohial și oratoriu.

## Imagini din exterior

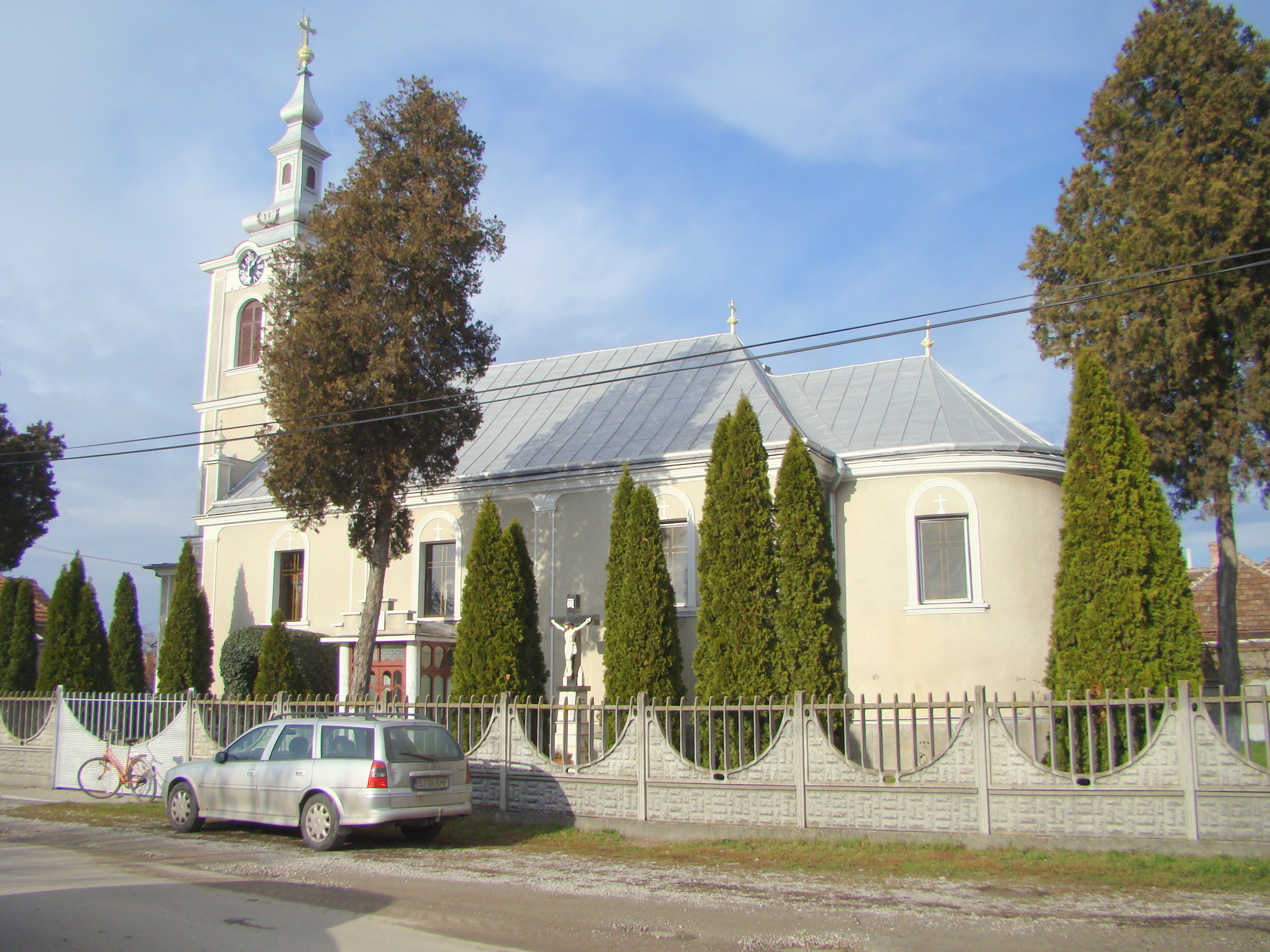
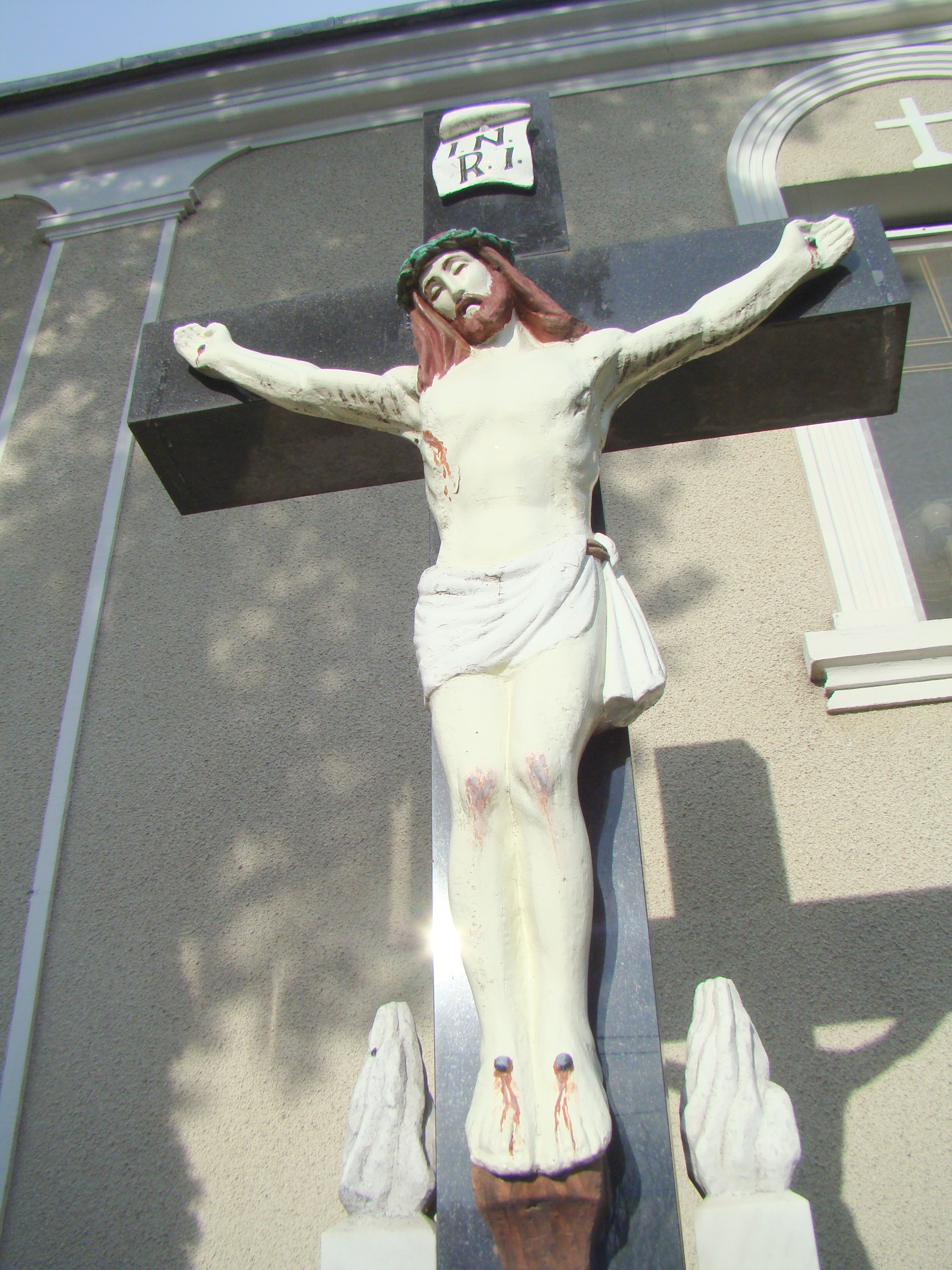
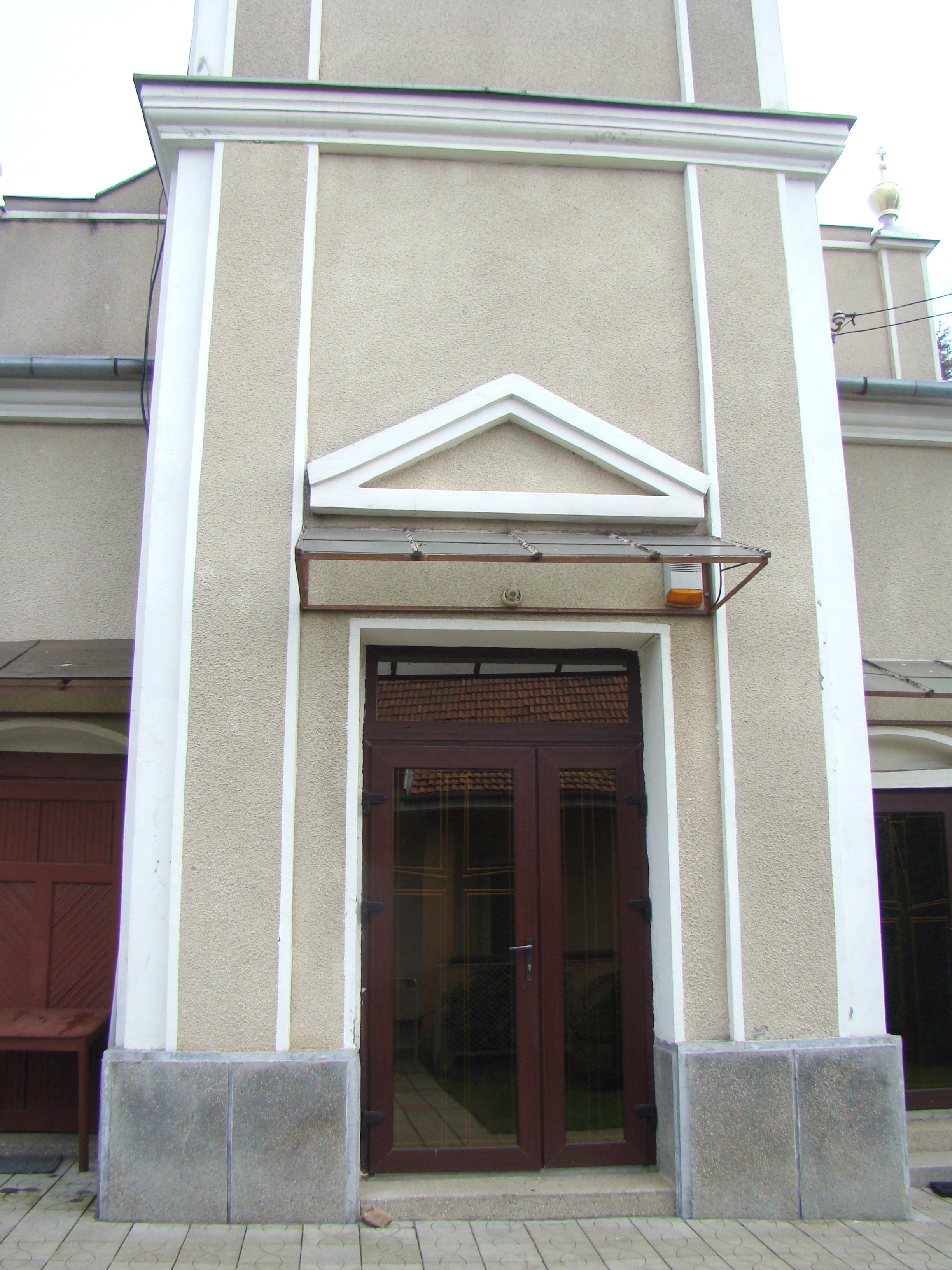
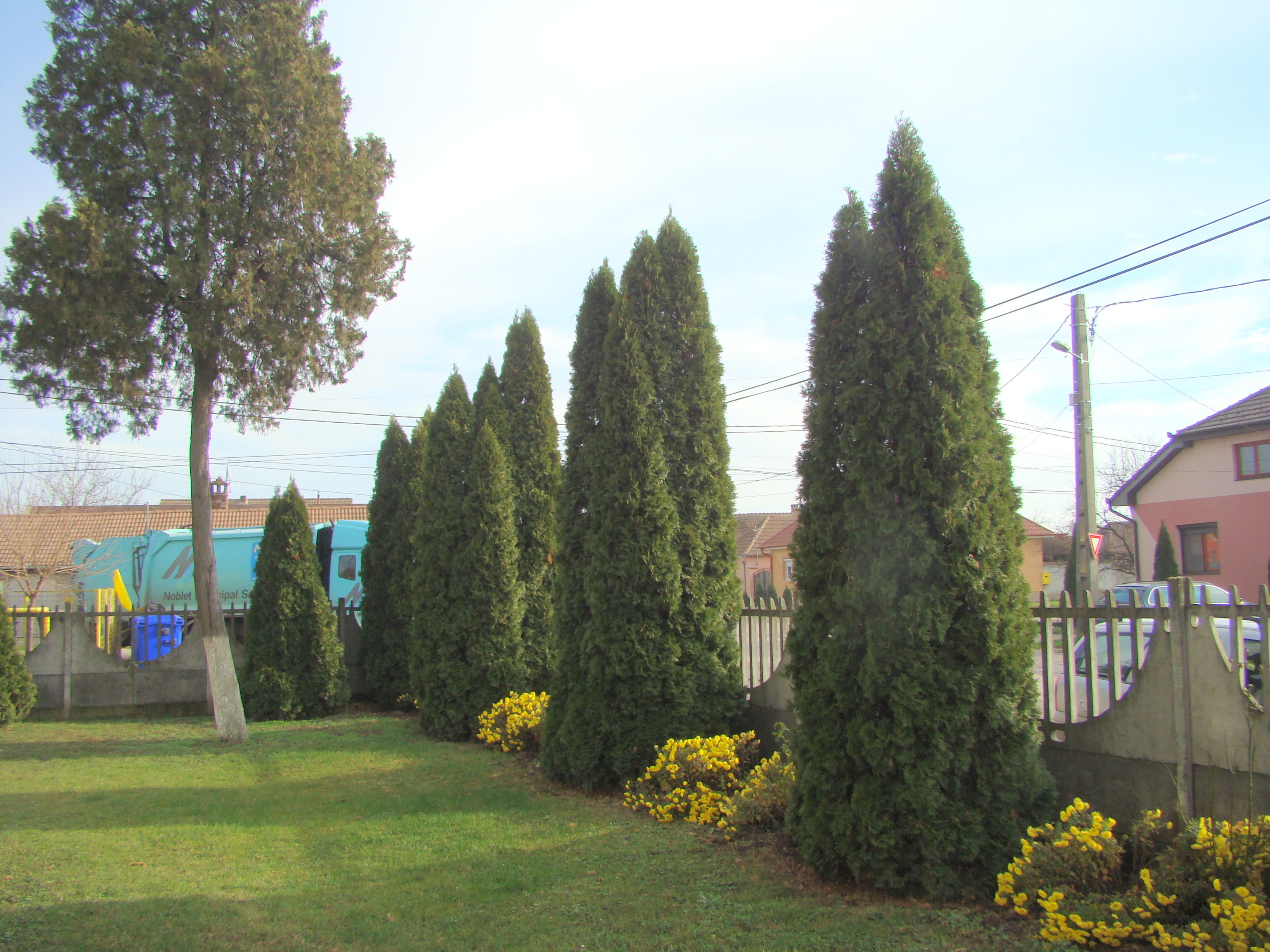
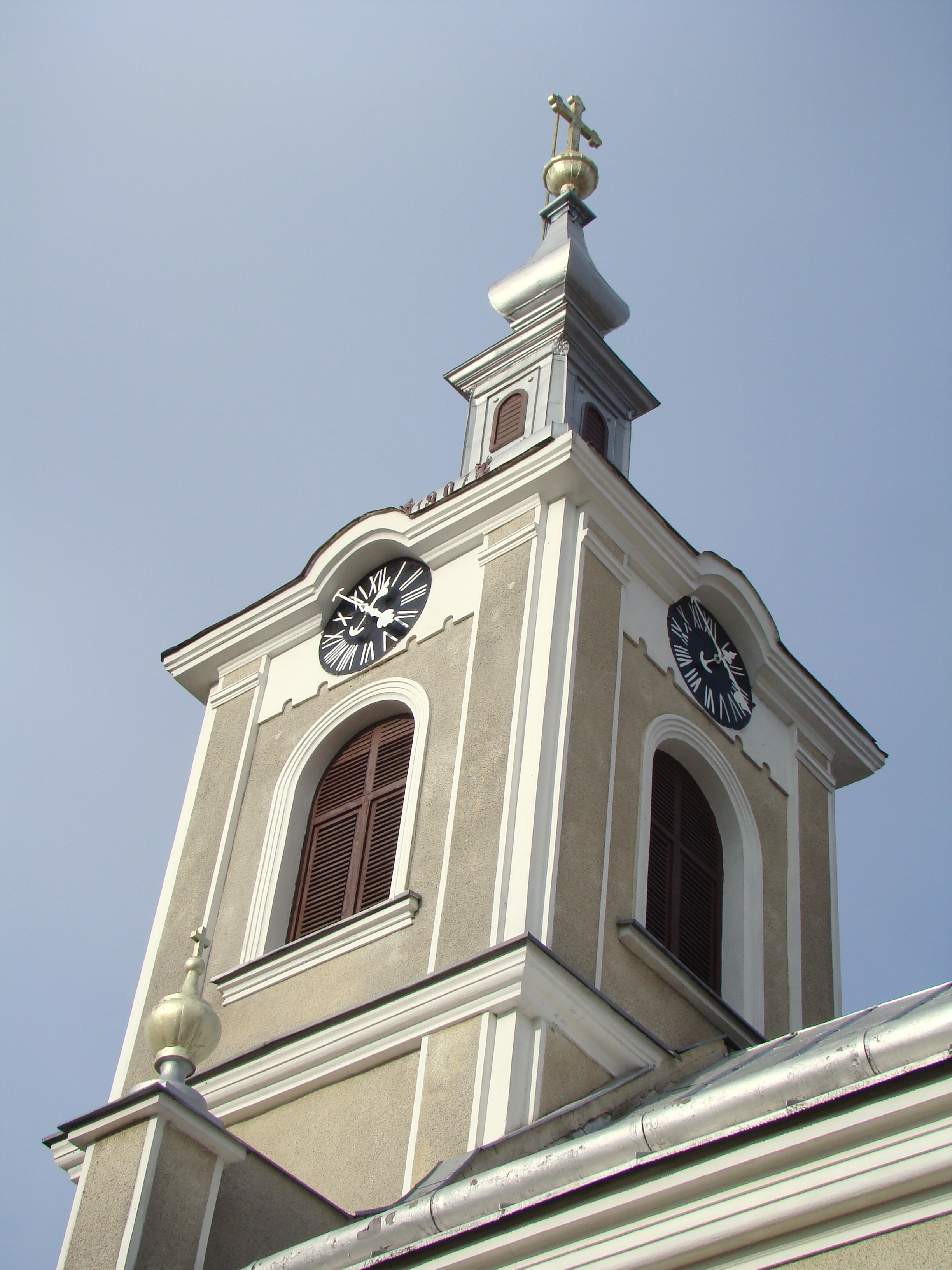
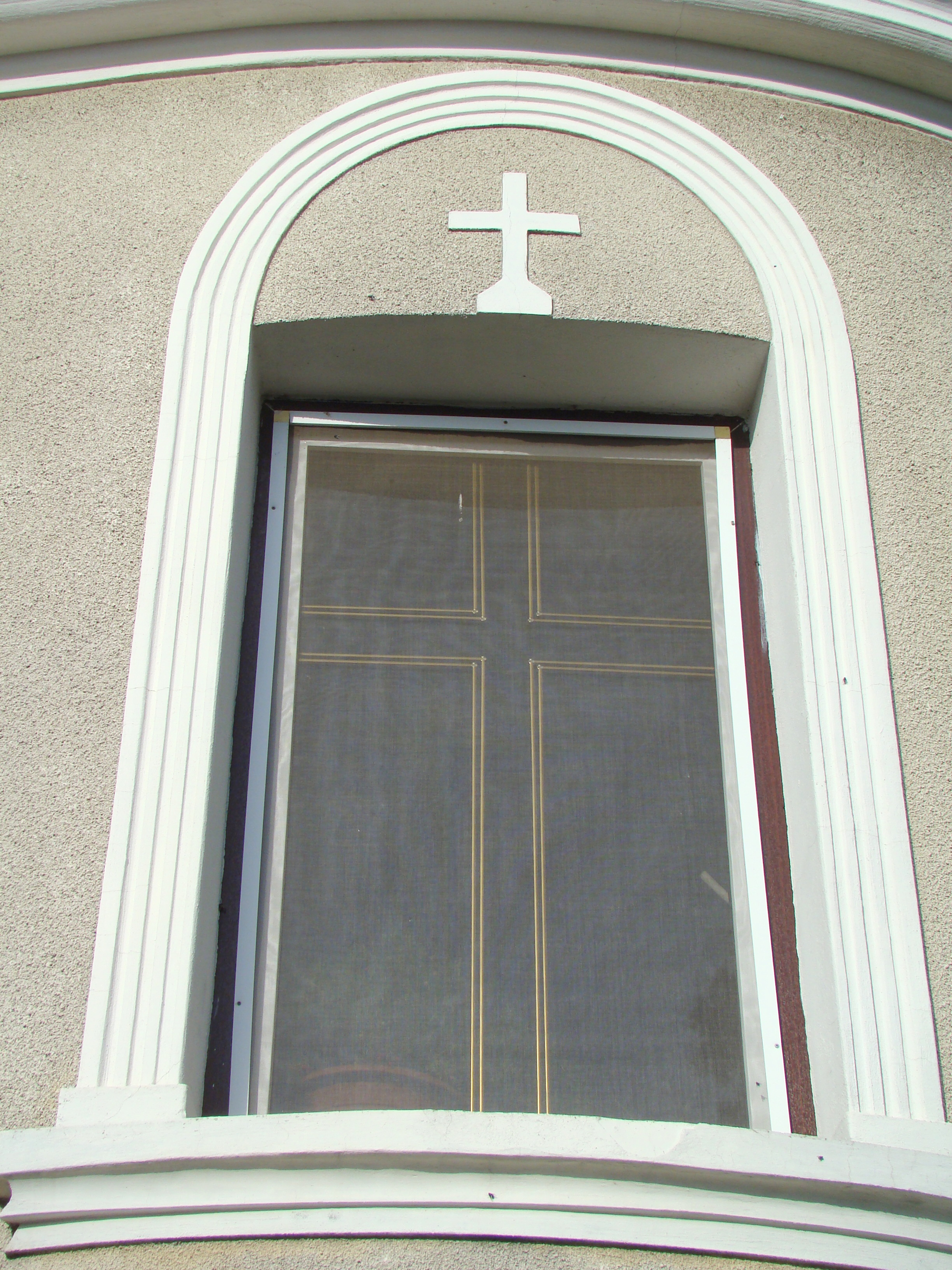
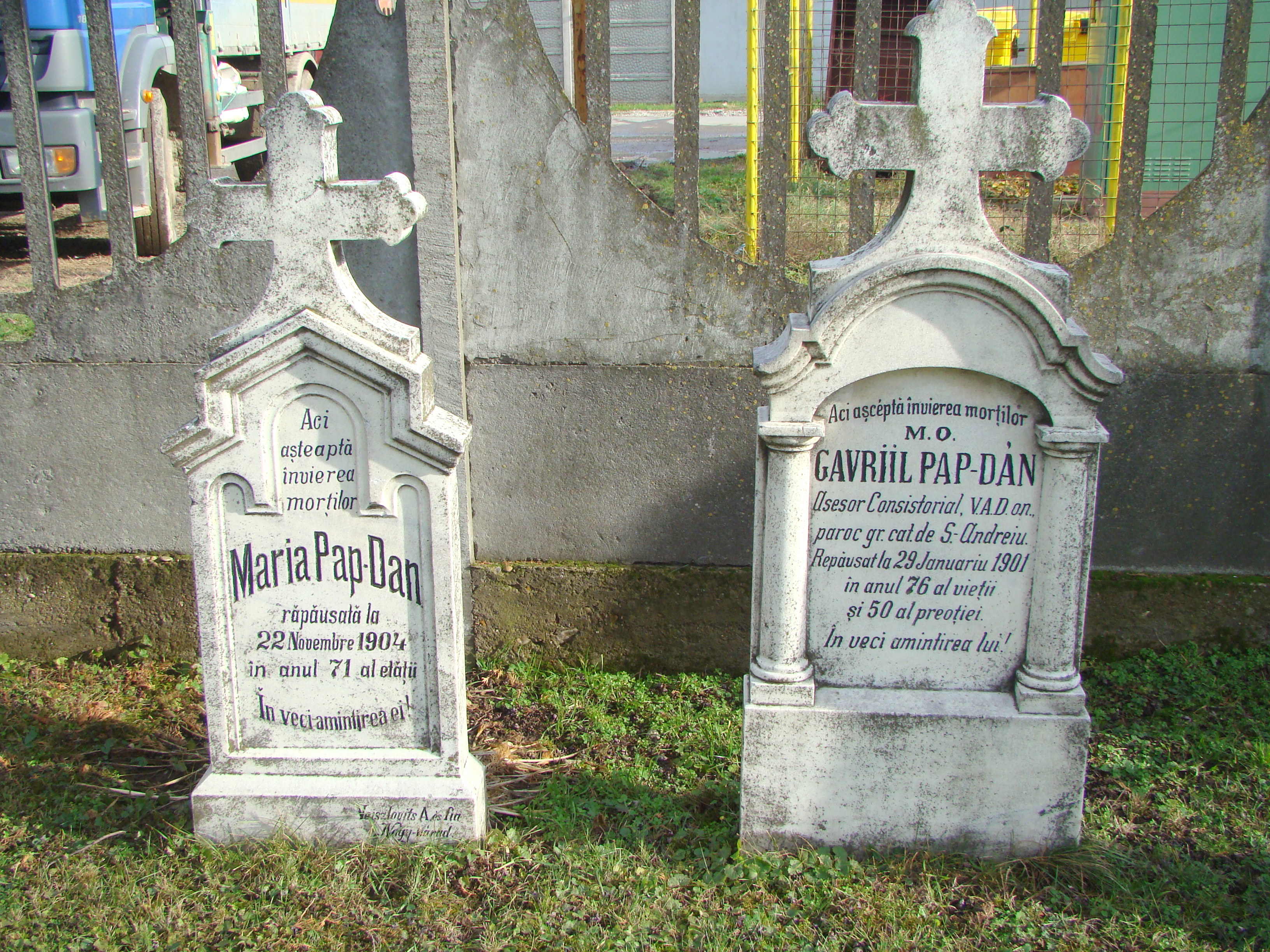
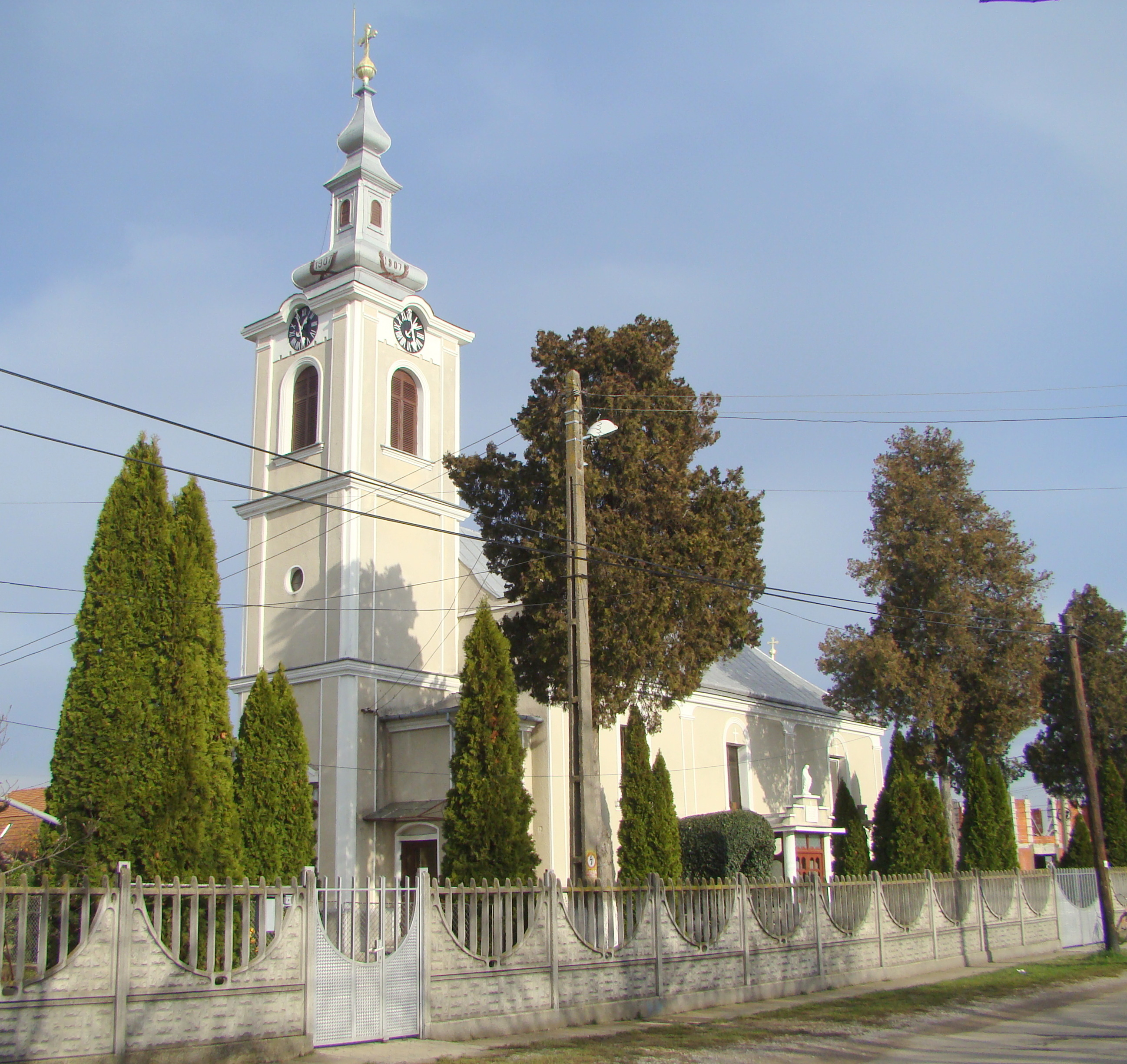
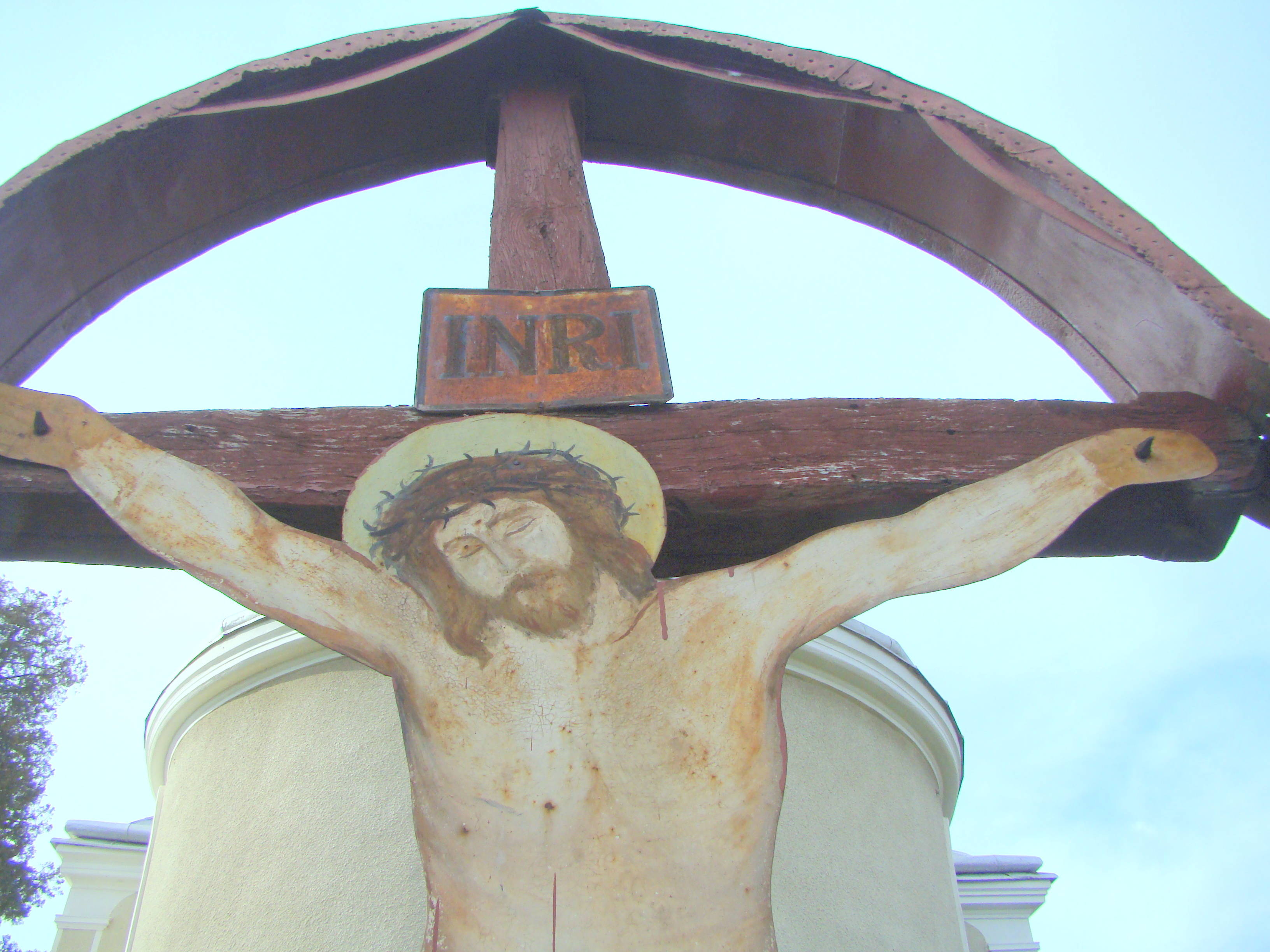
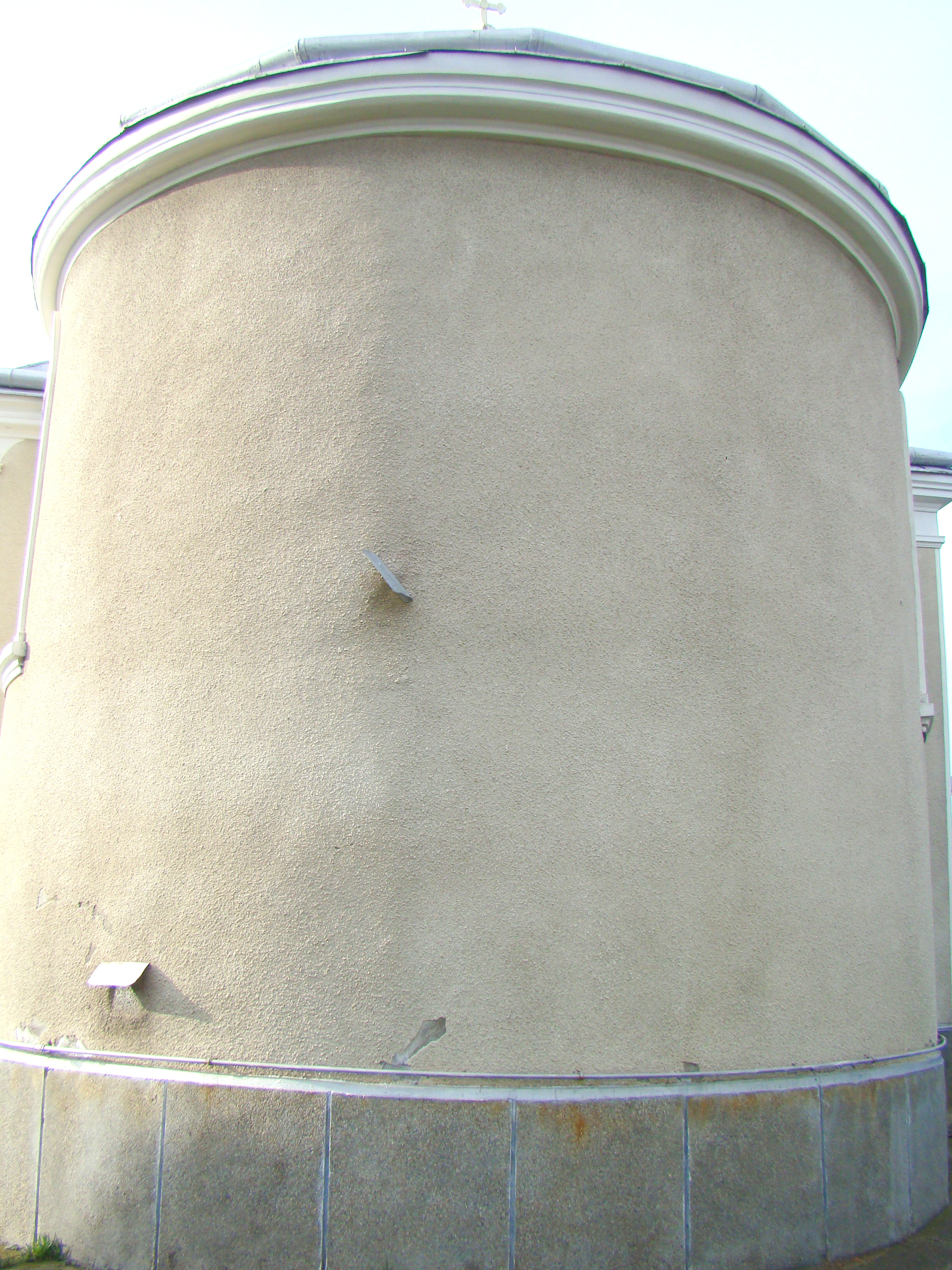
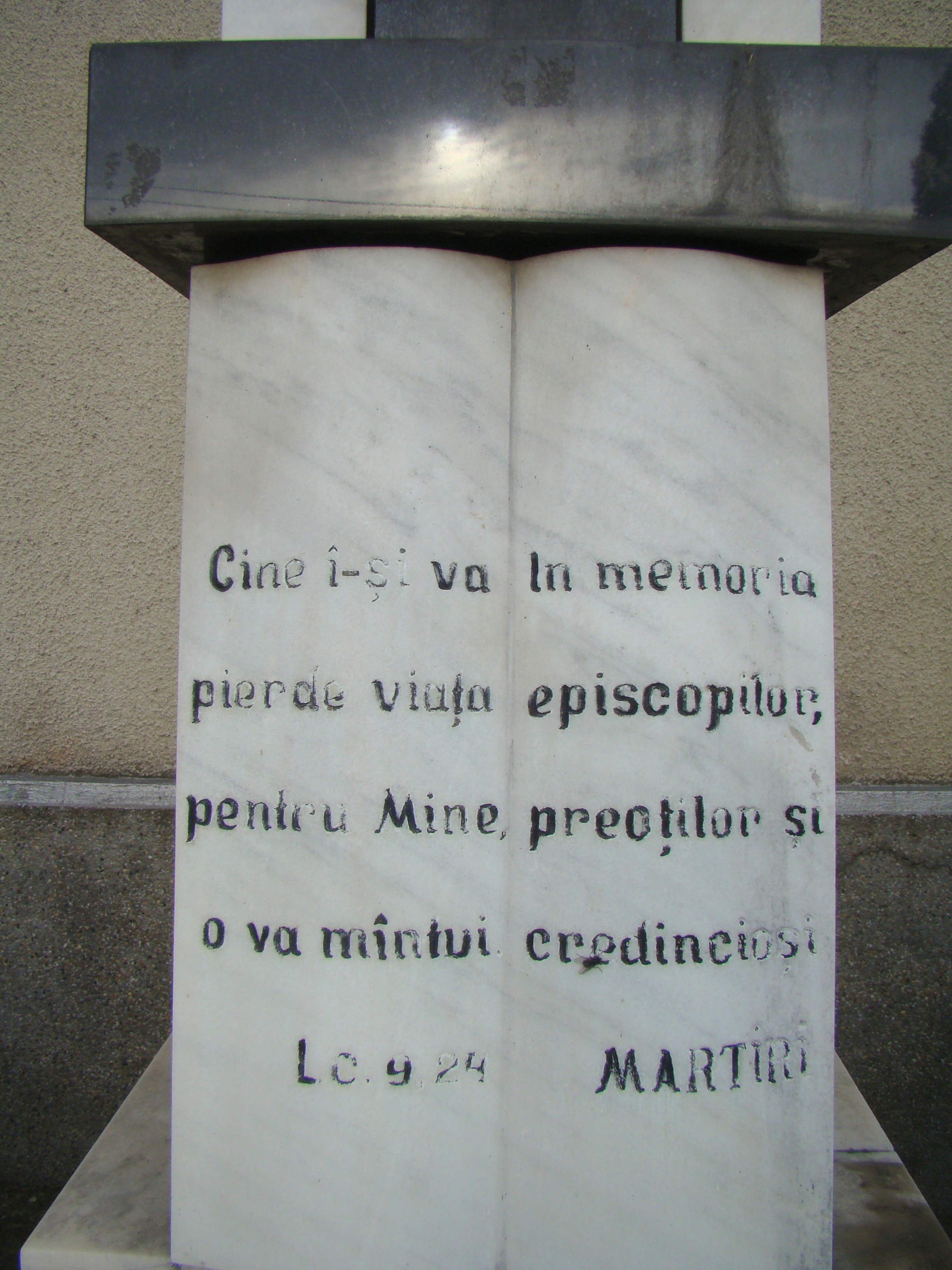
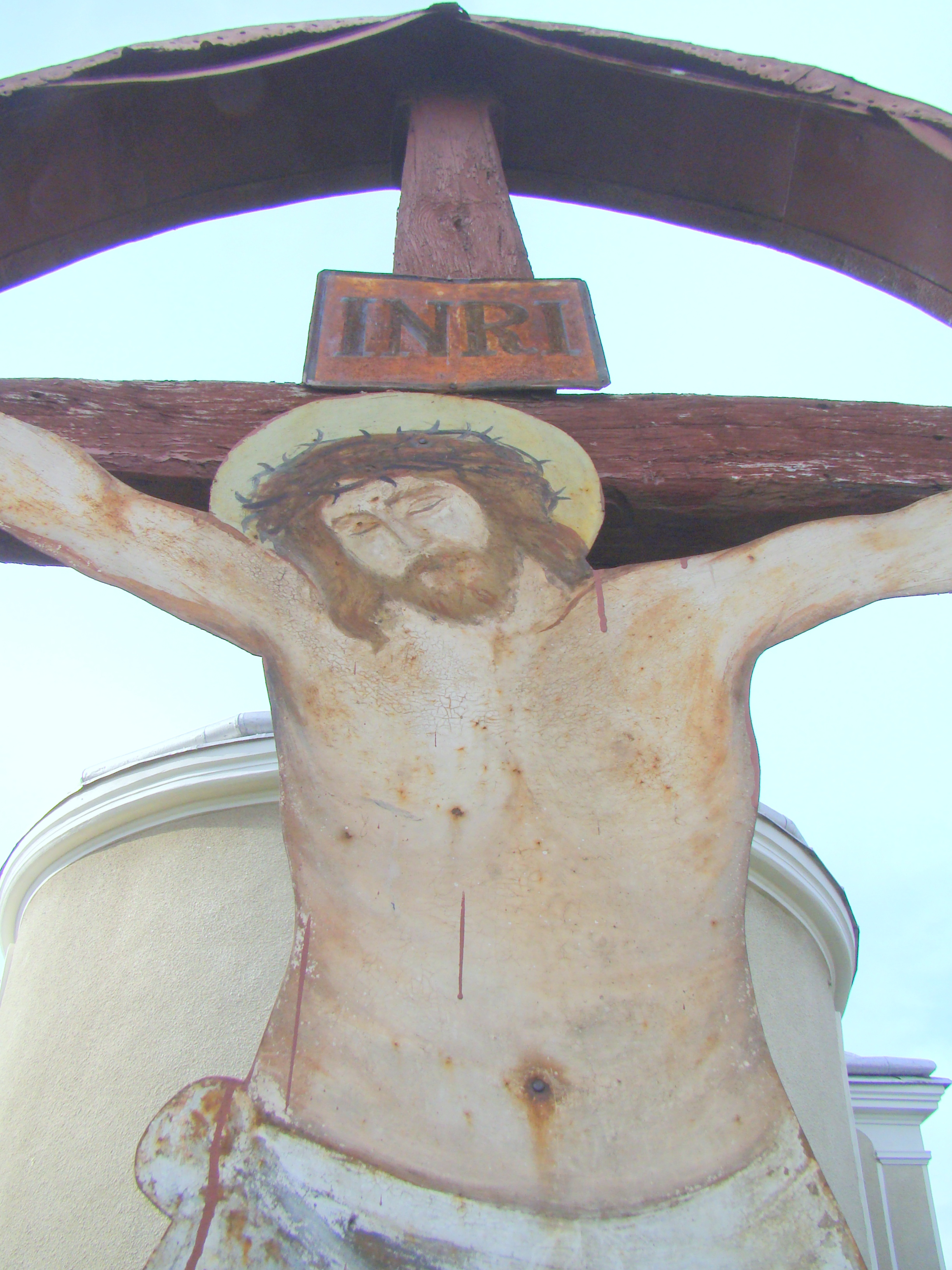
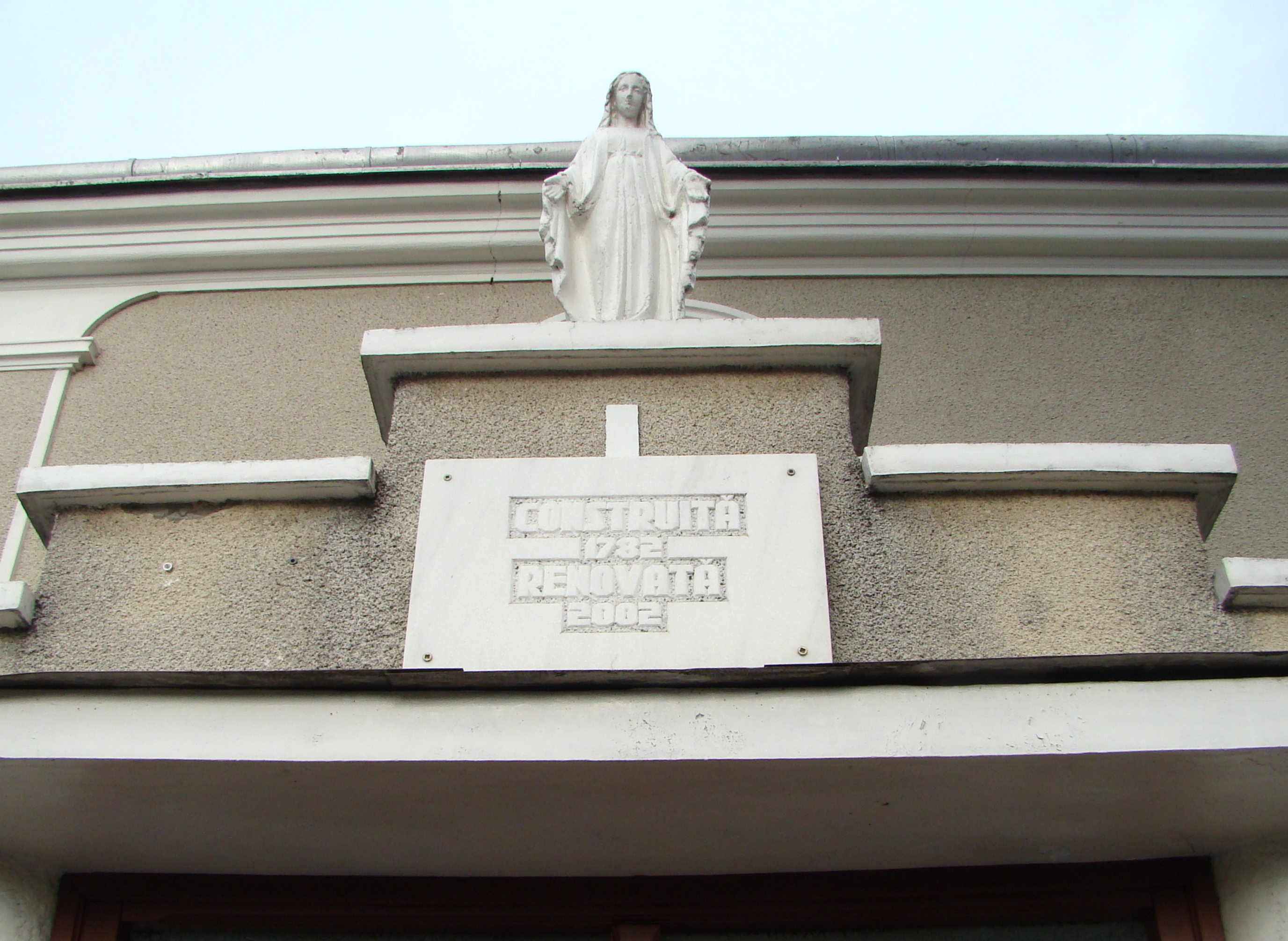
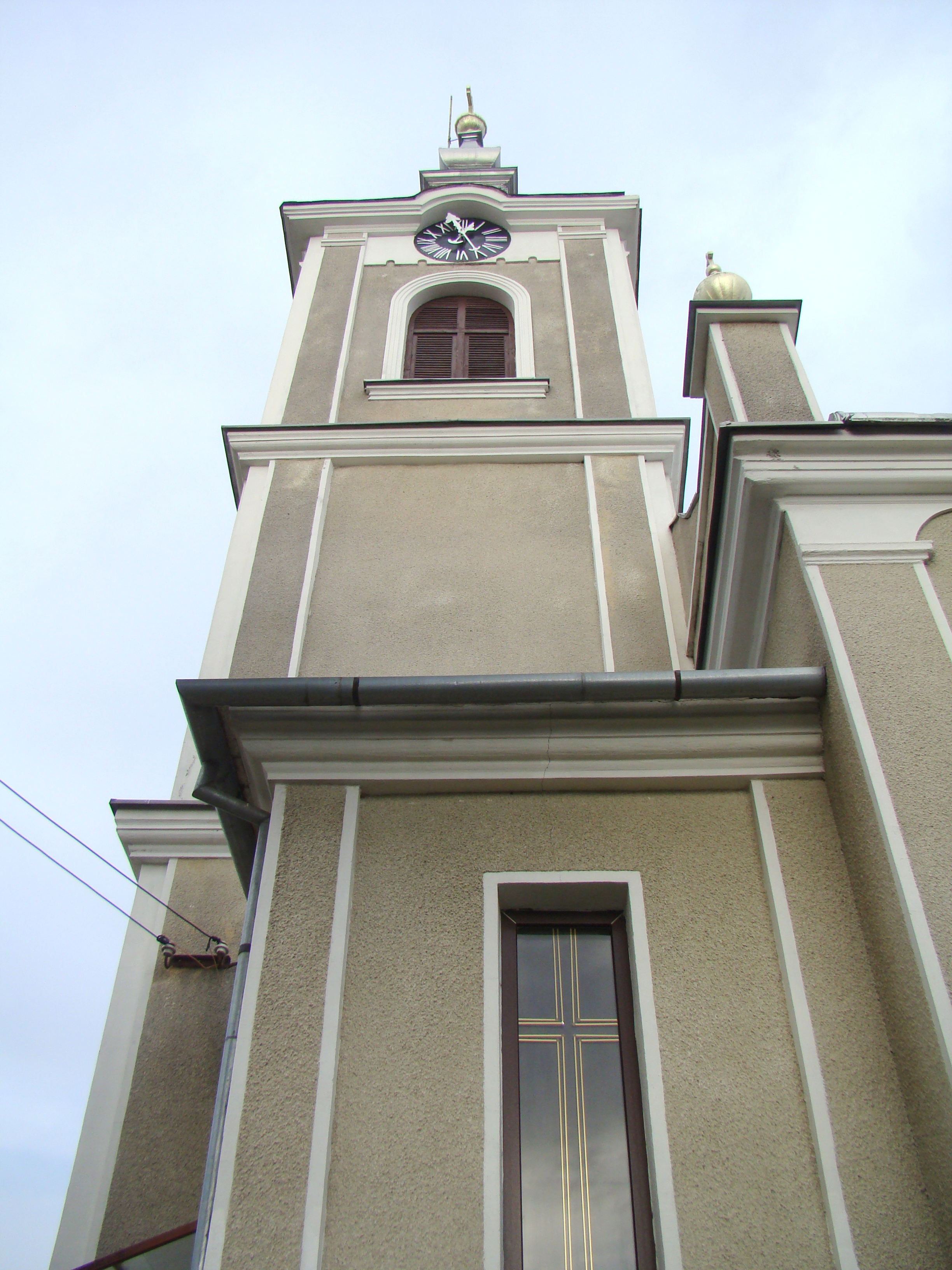
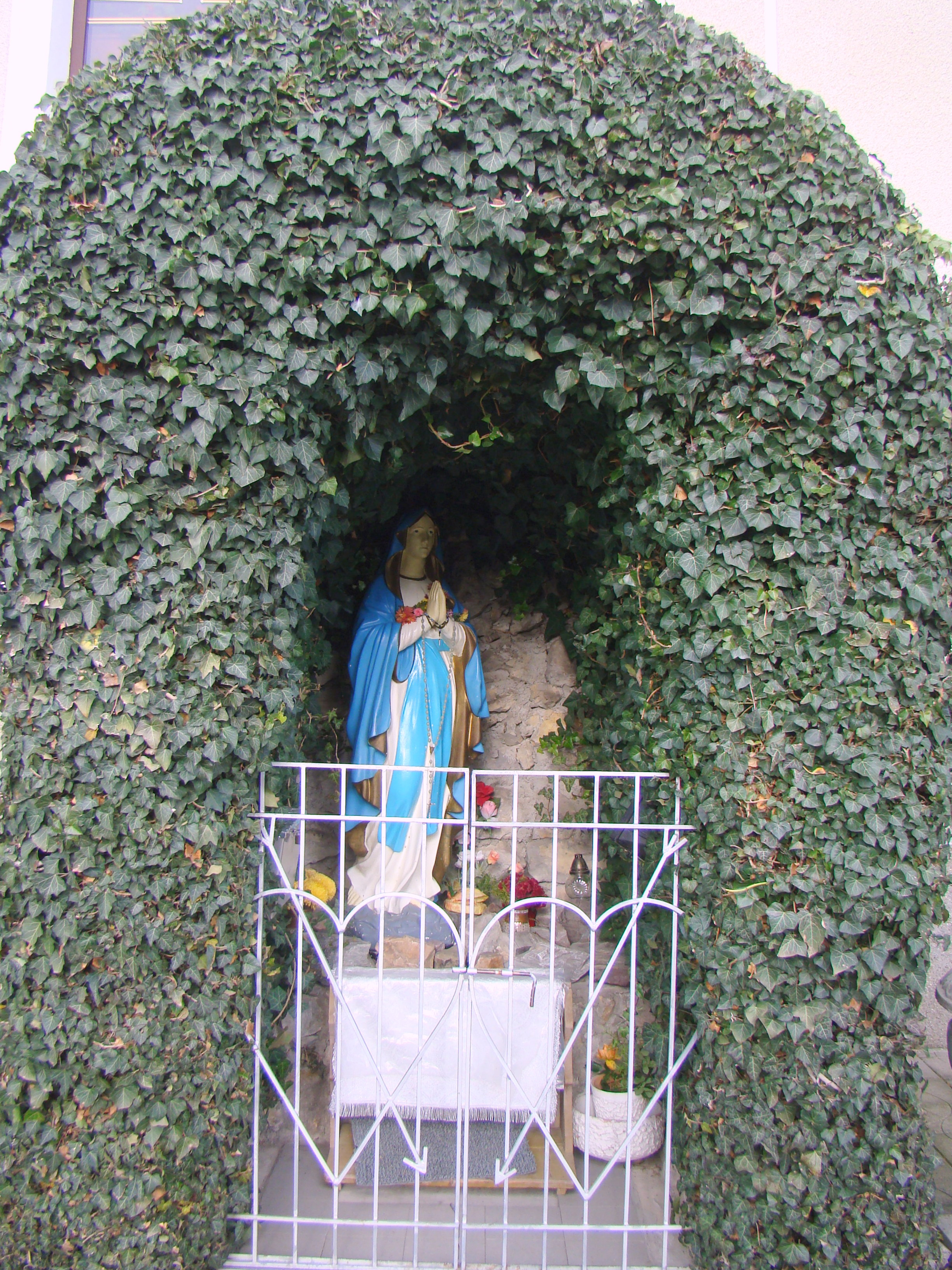
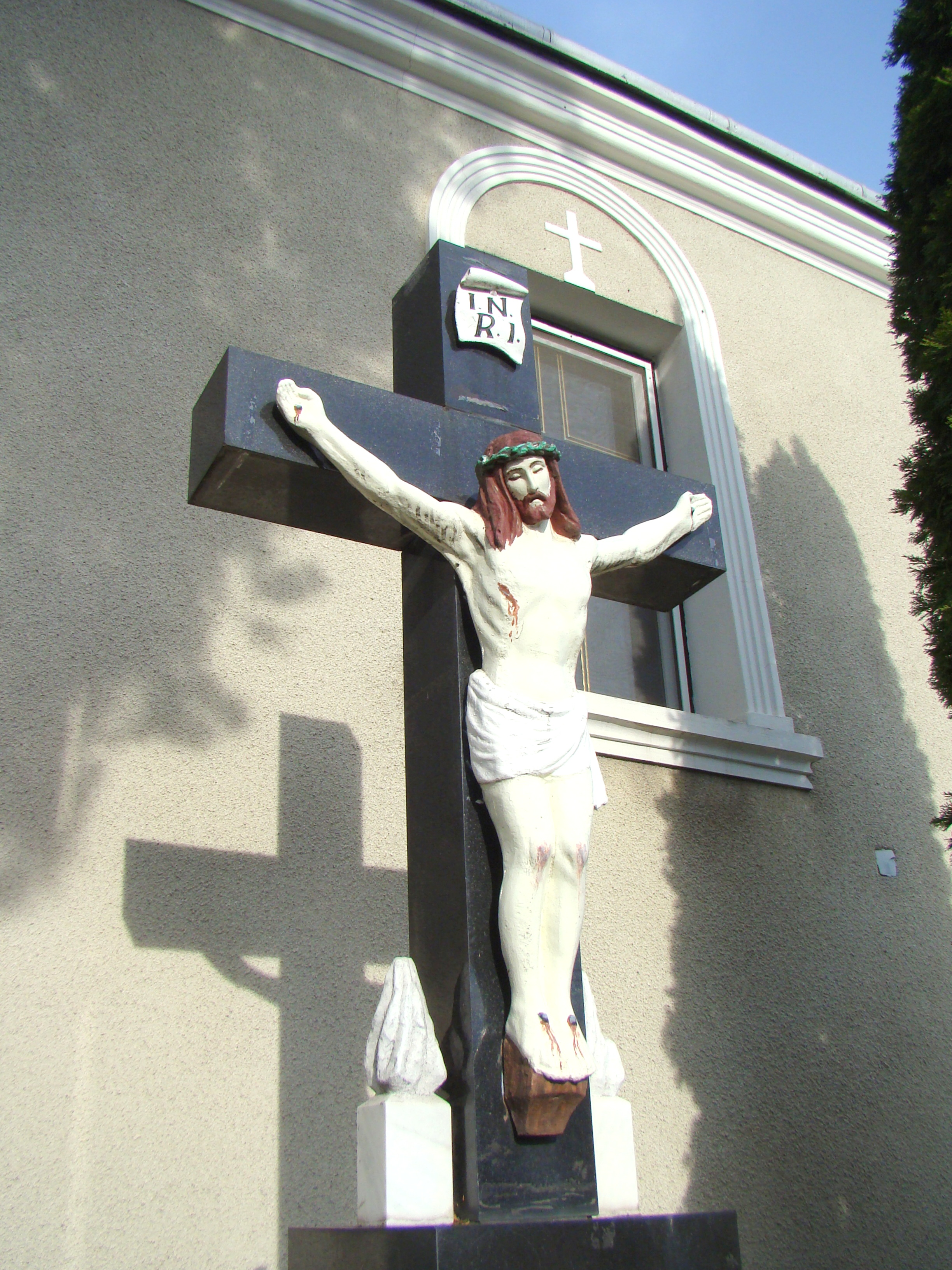
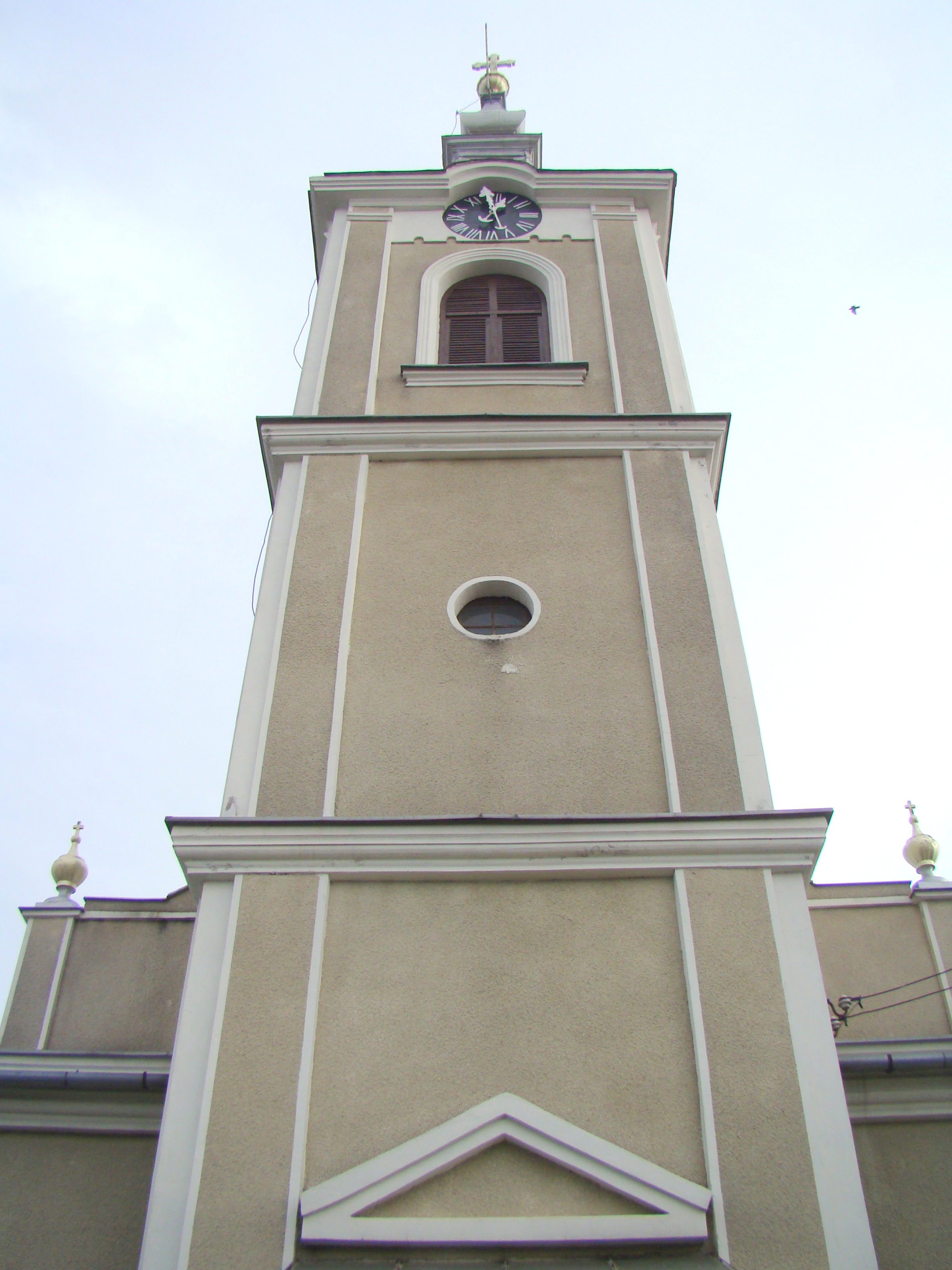
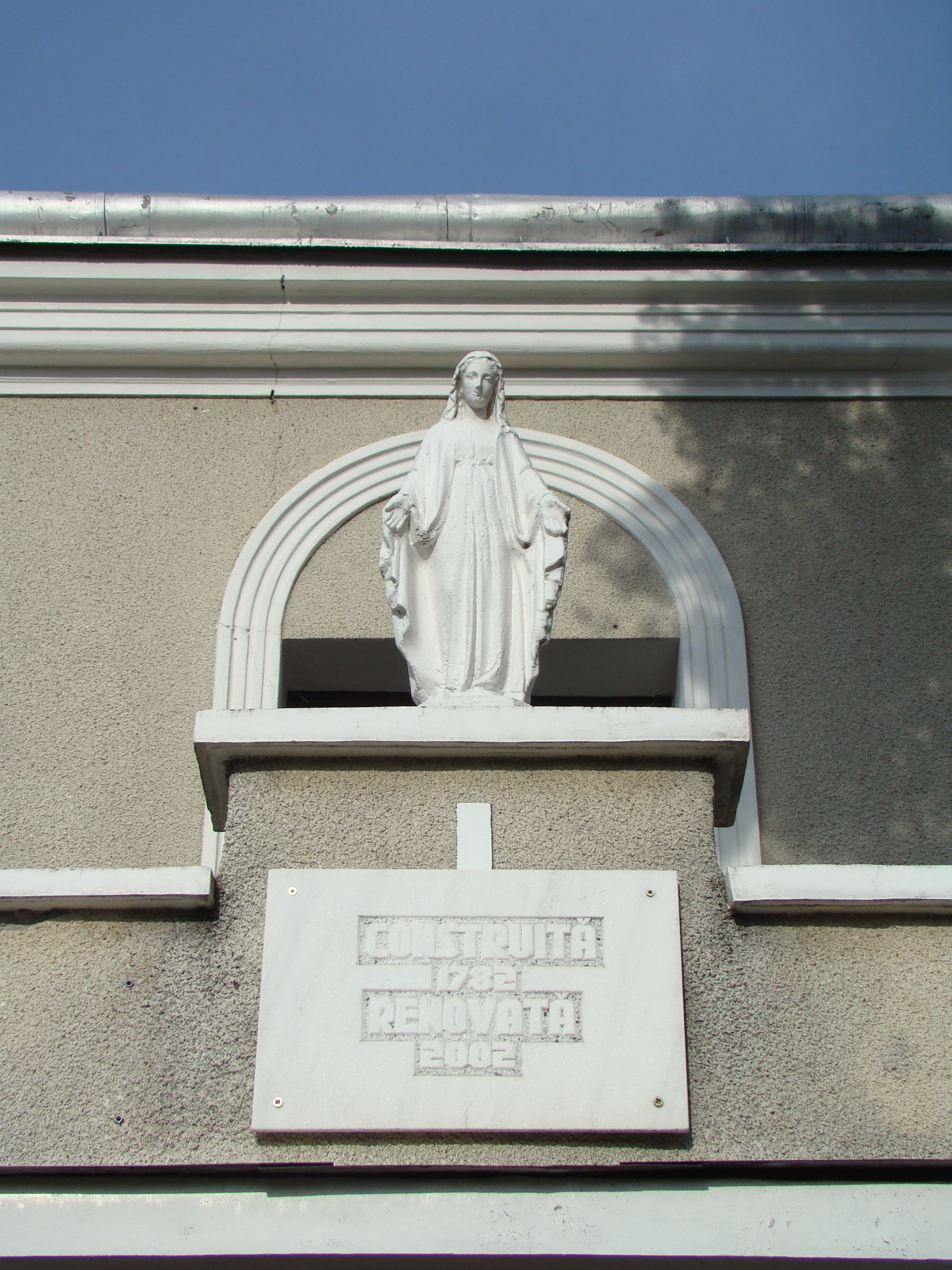
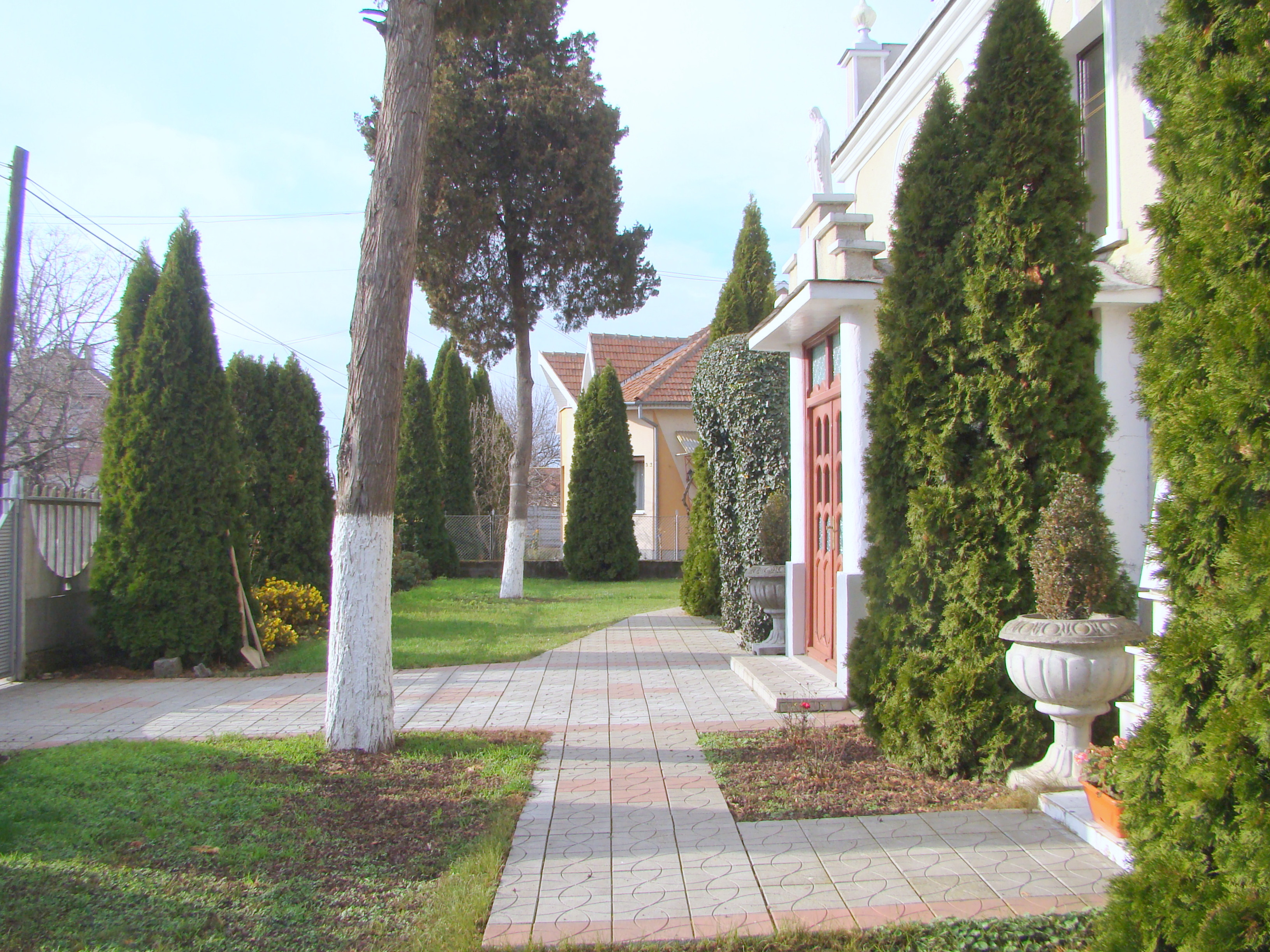
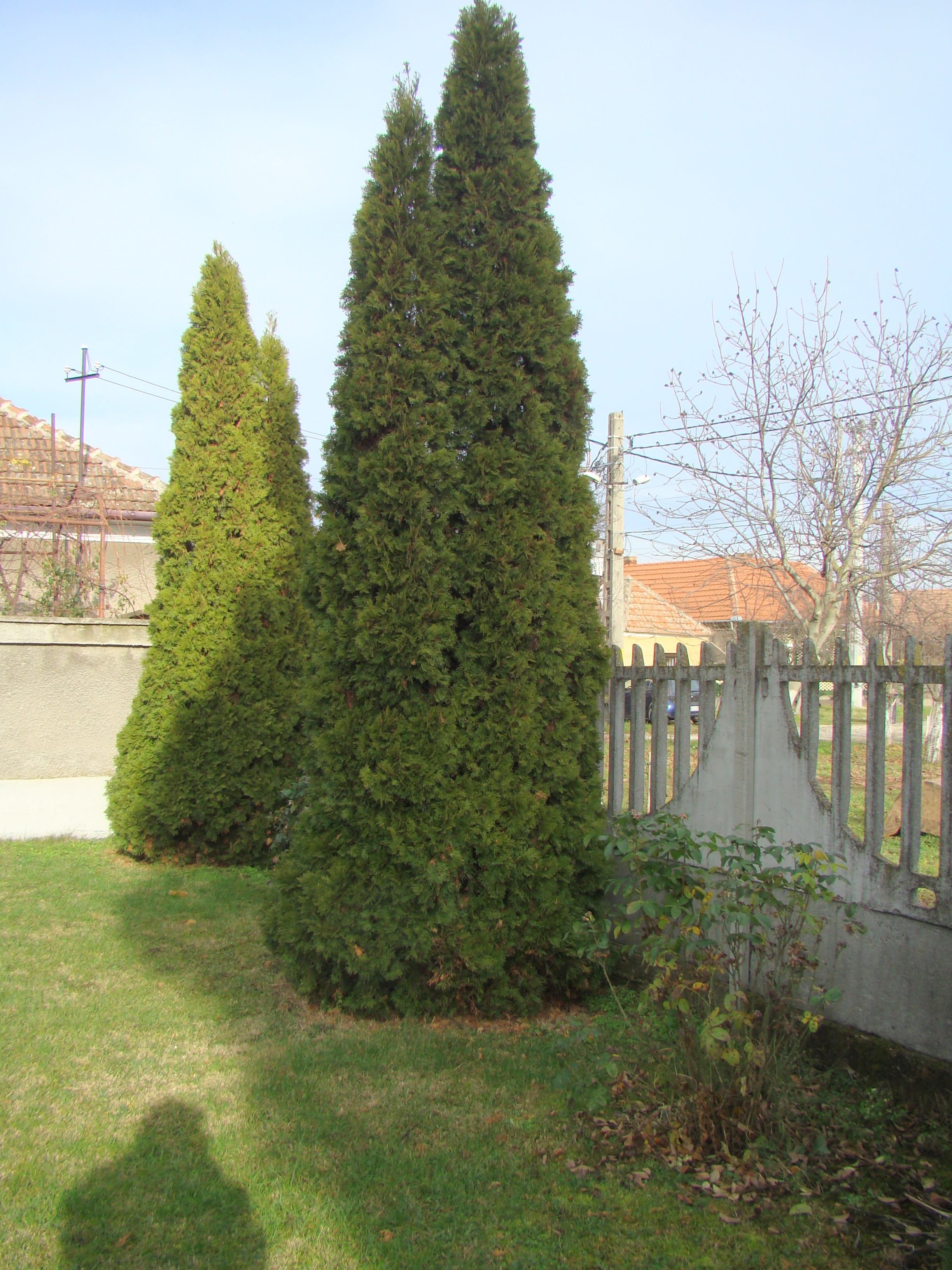

## Vezi și
- Sântandrei, Bihor

## Imagini din interior

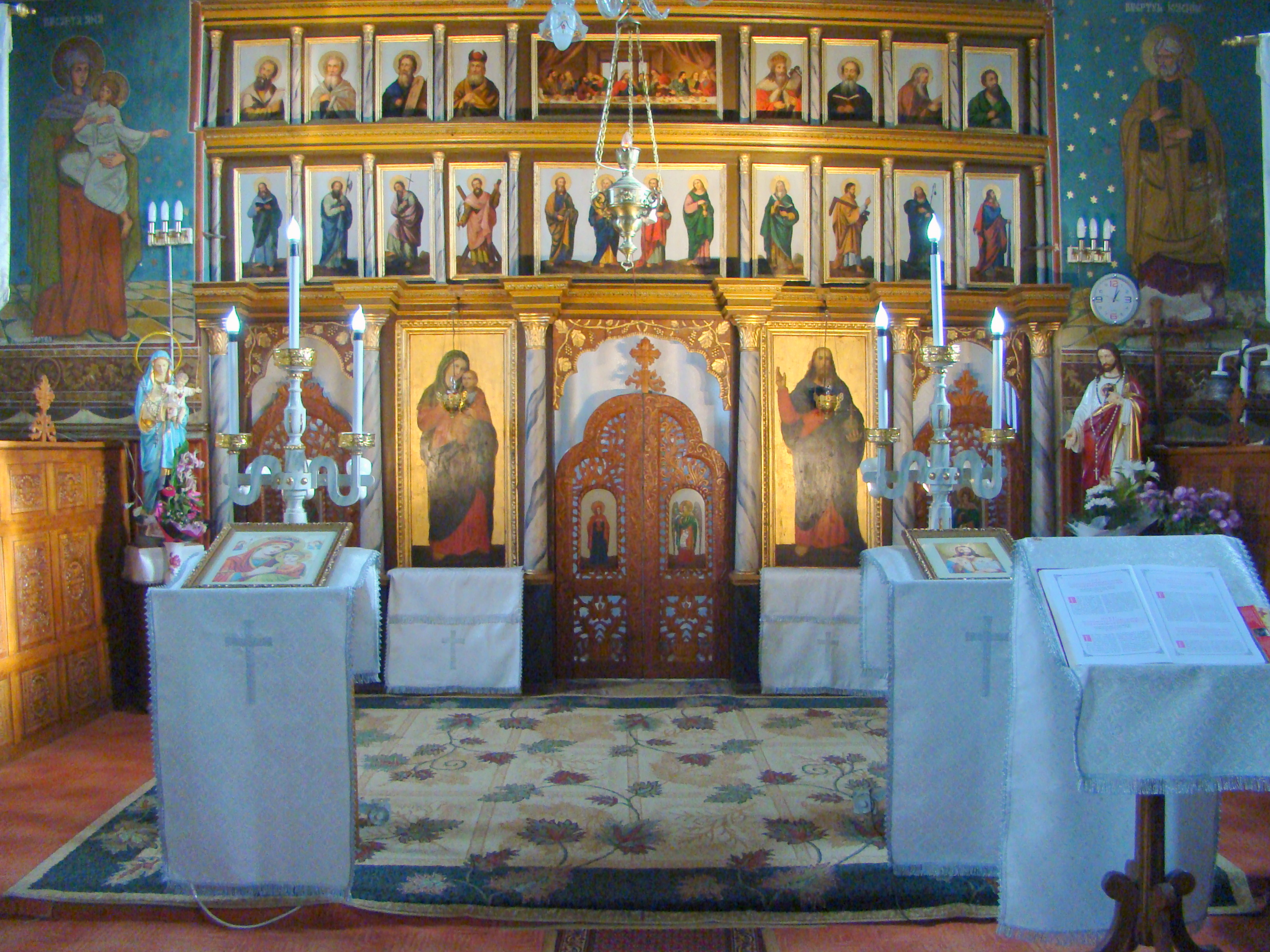
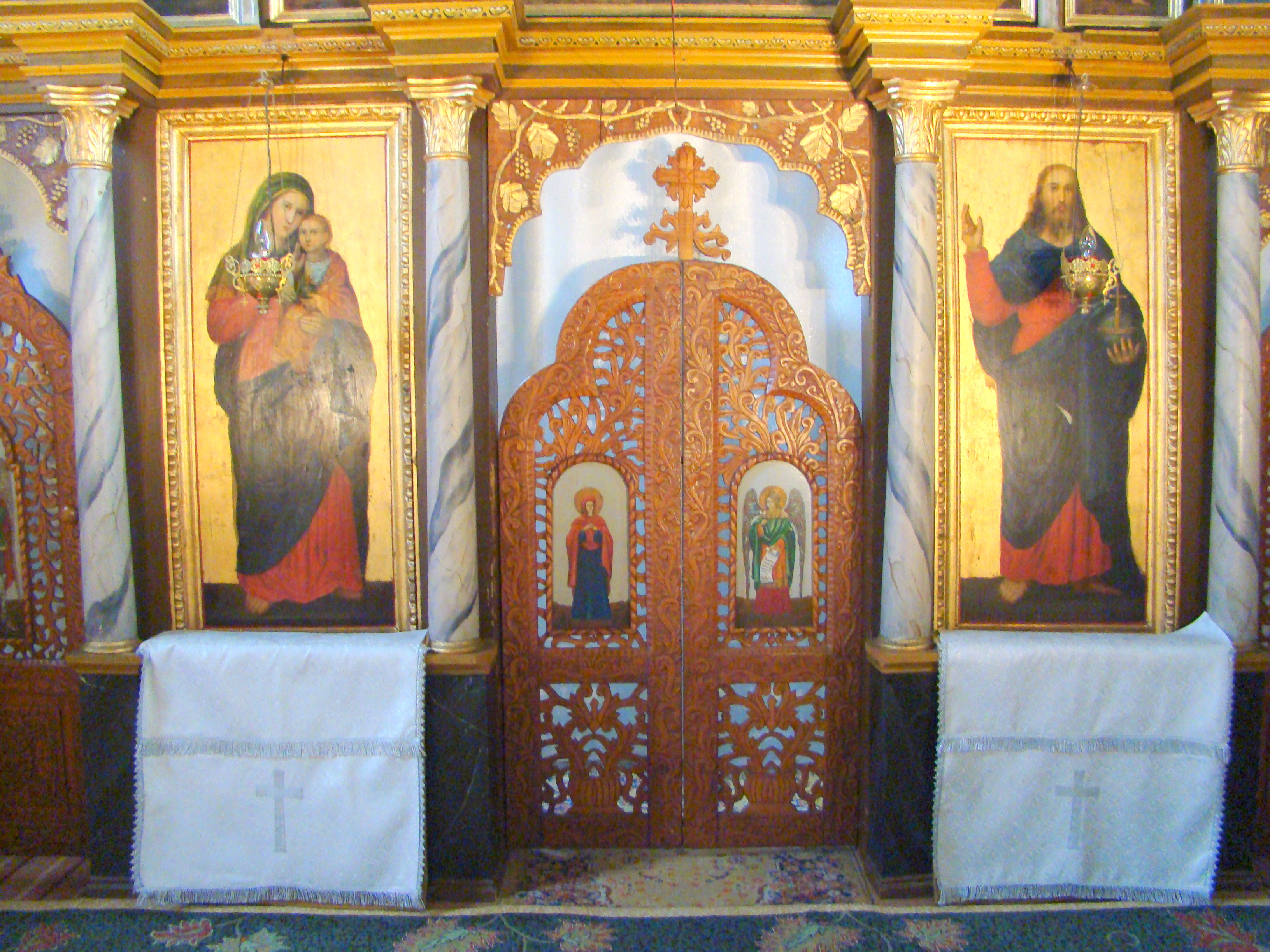
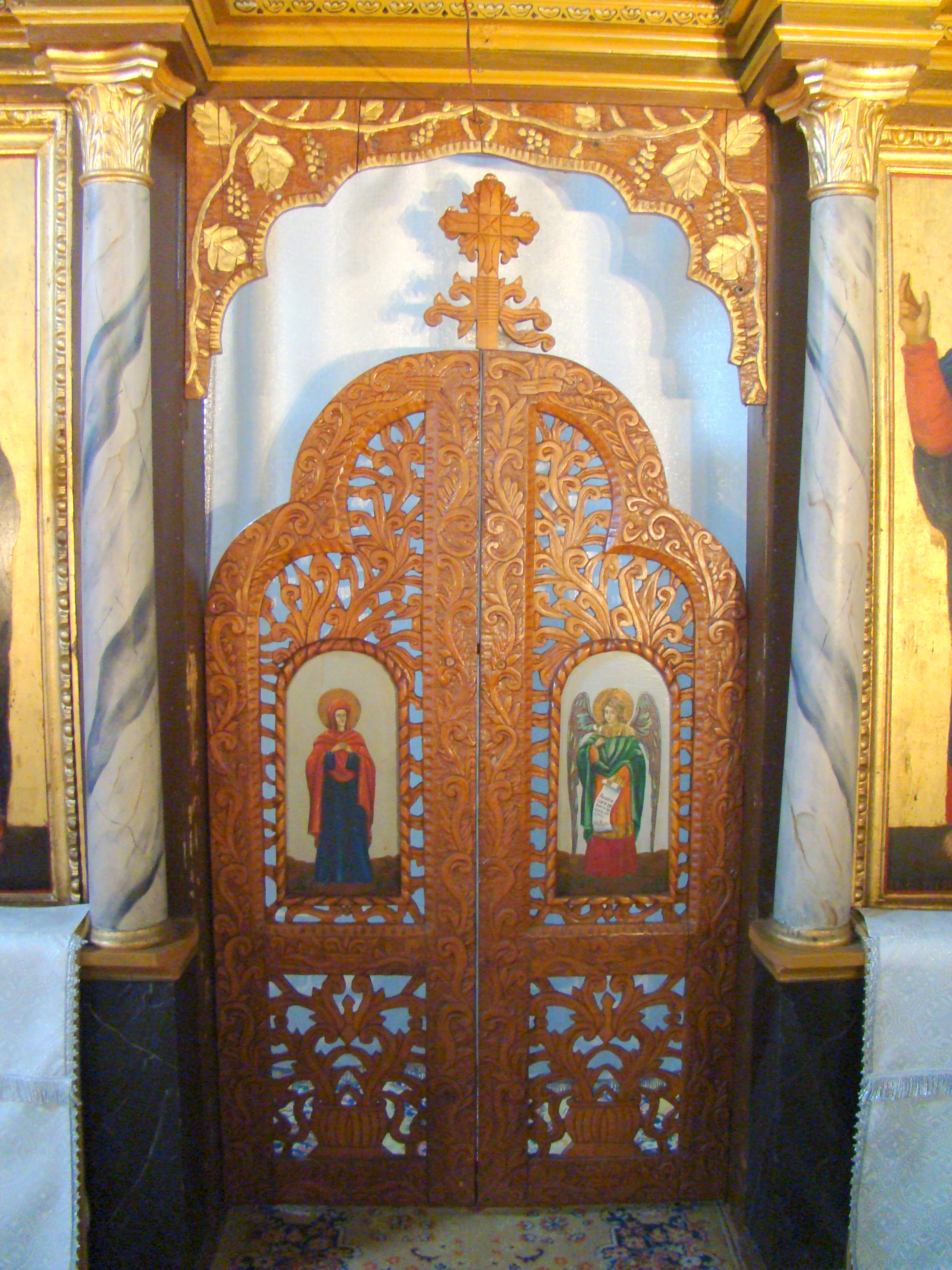
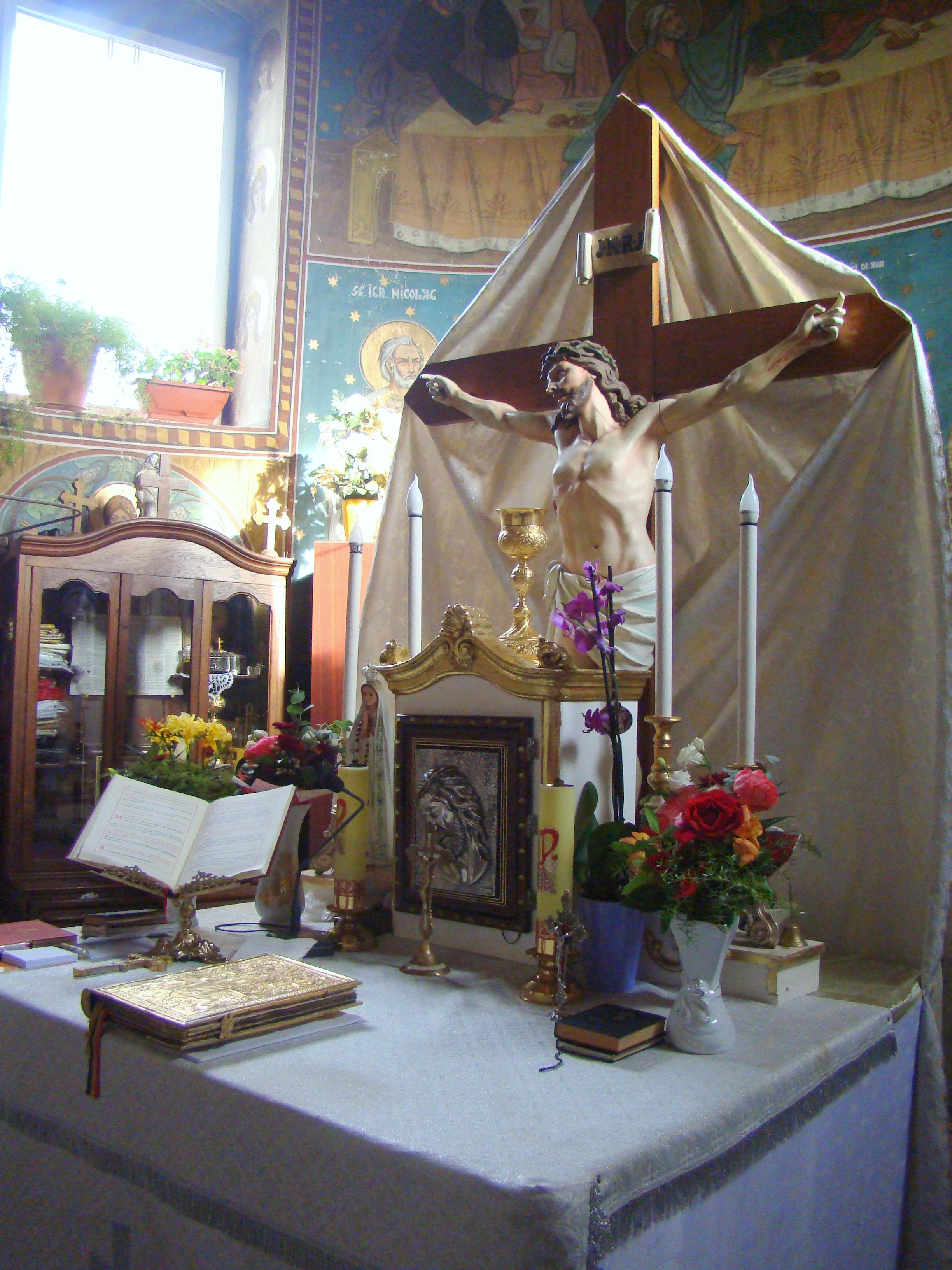
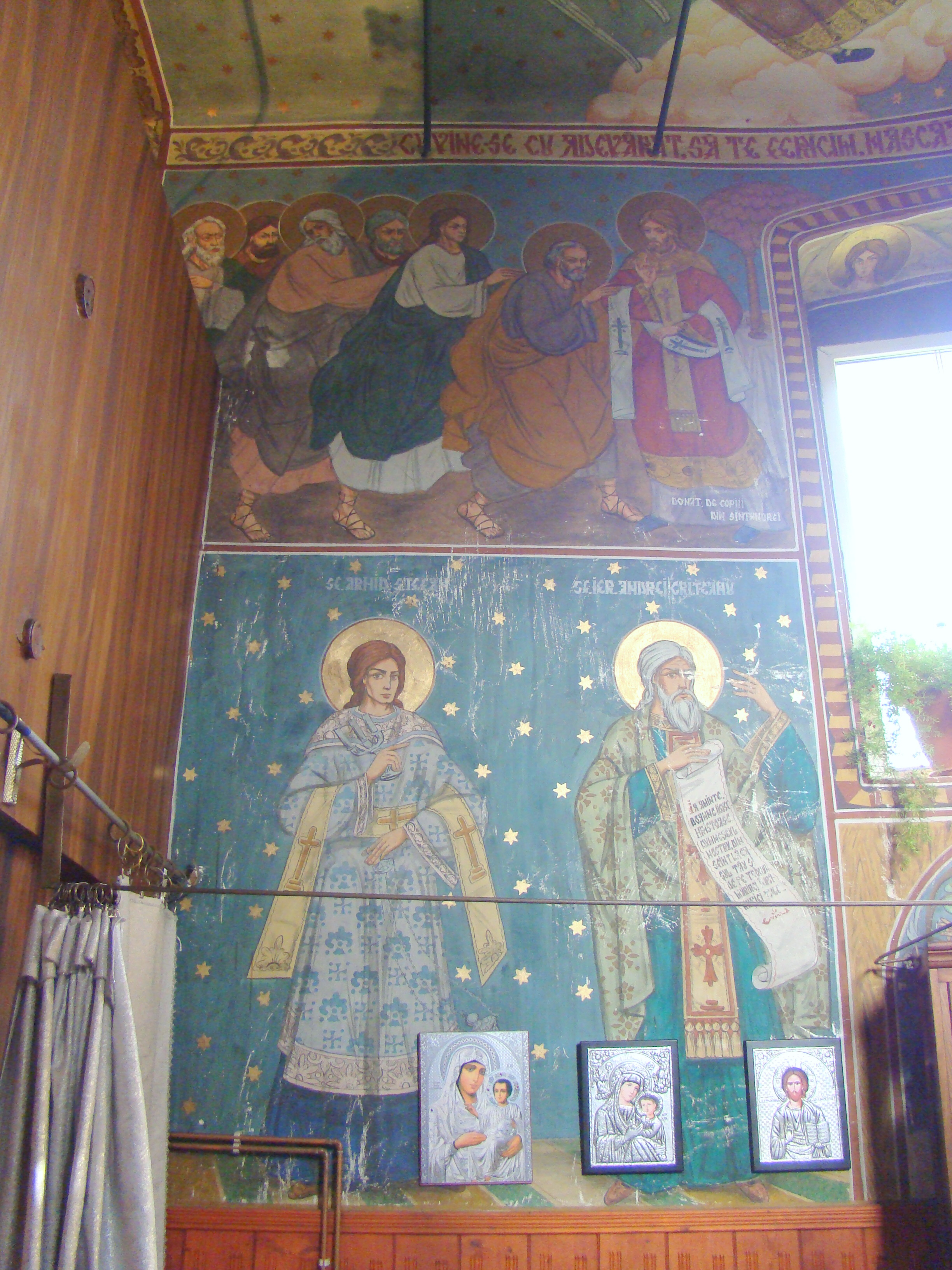
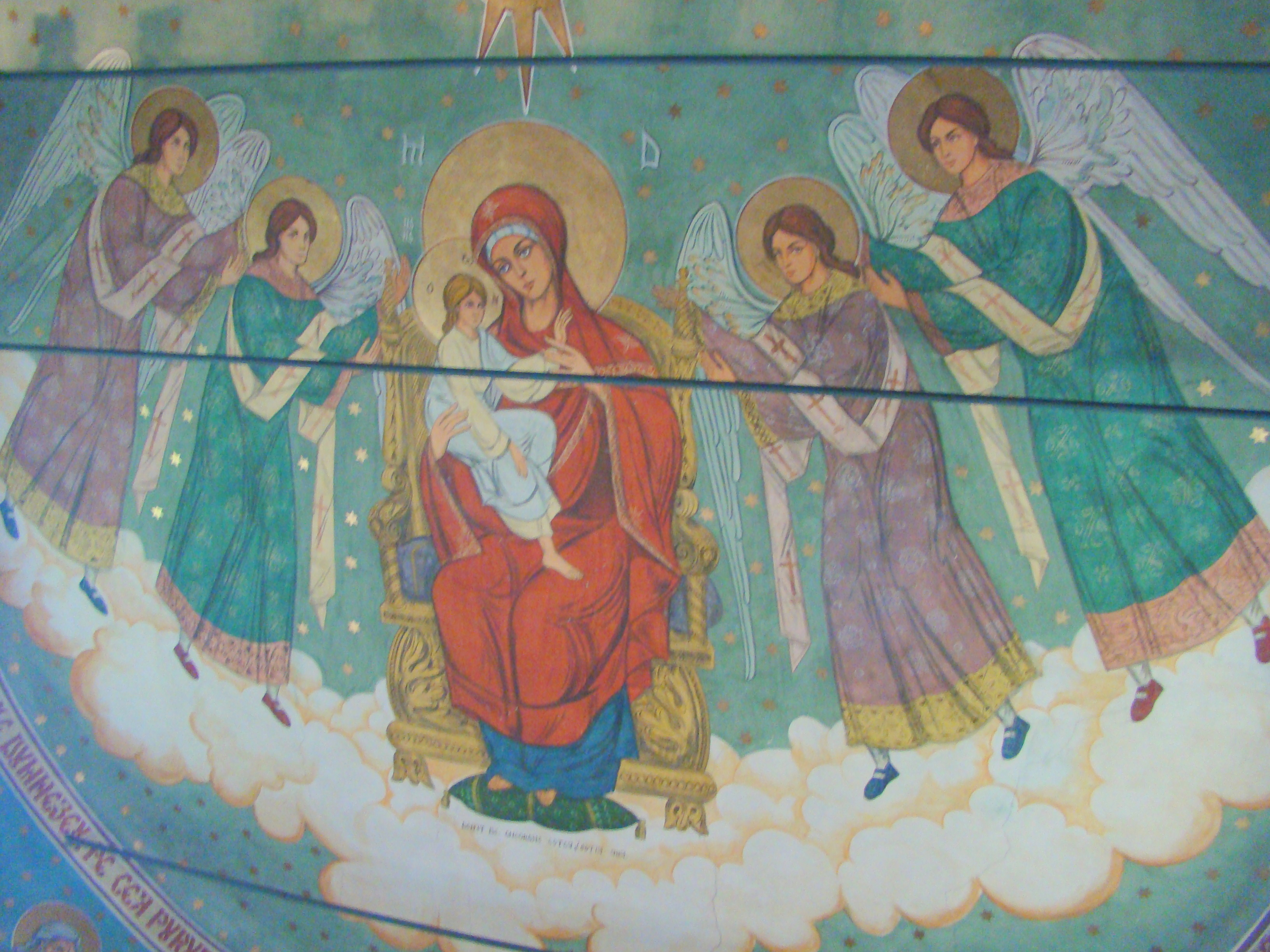
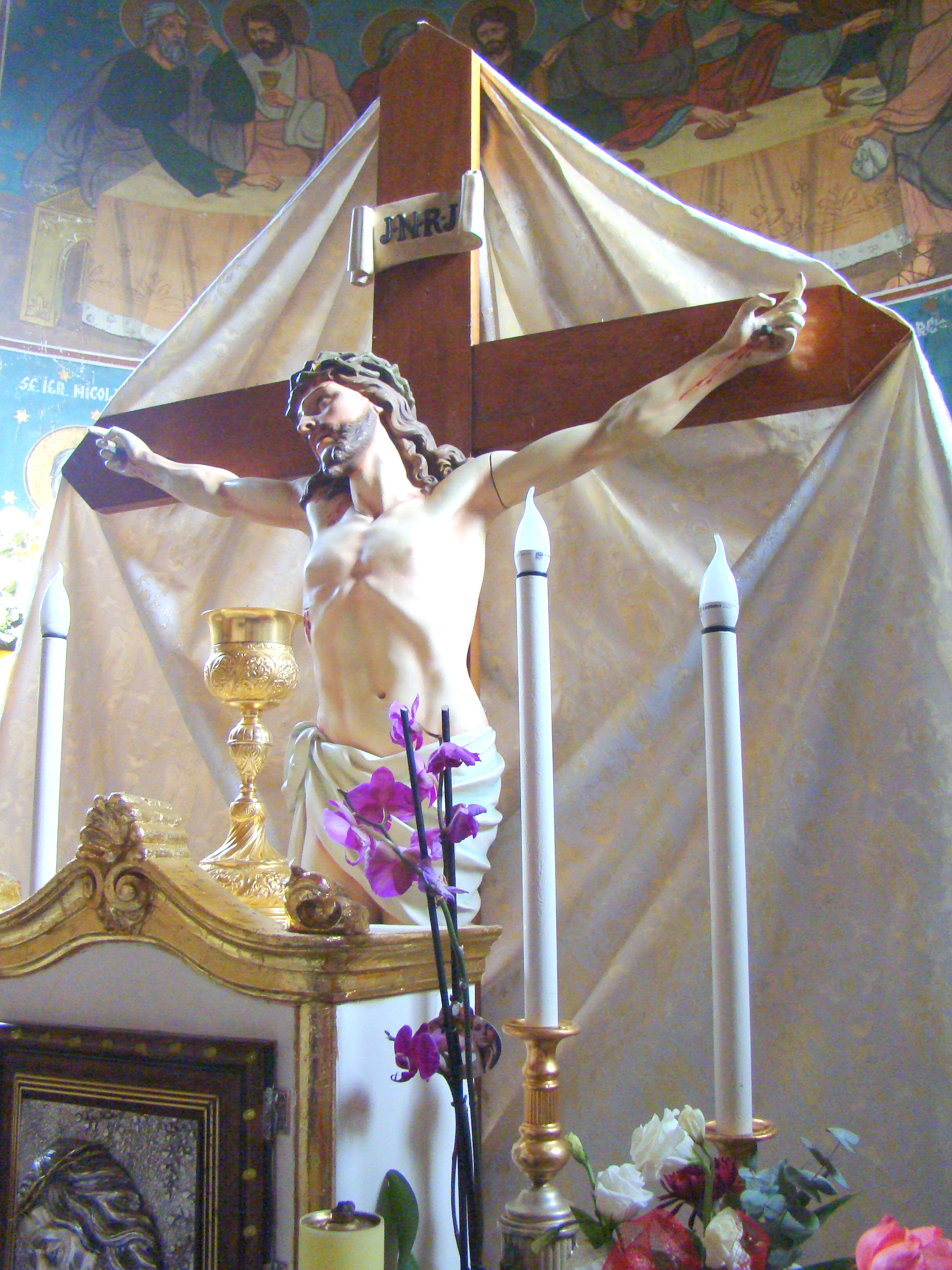
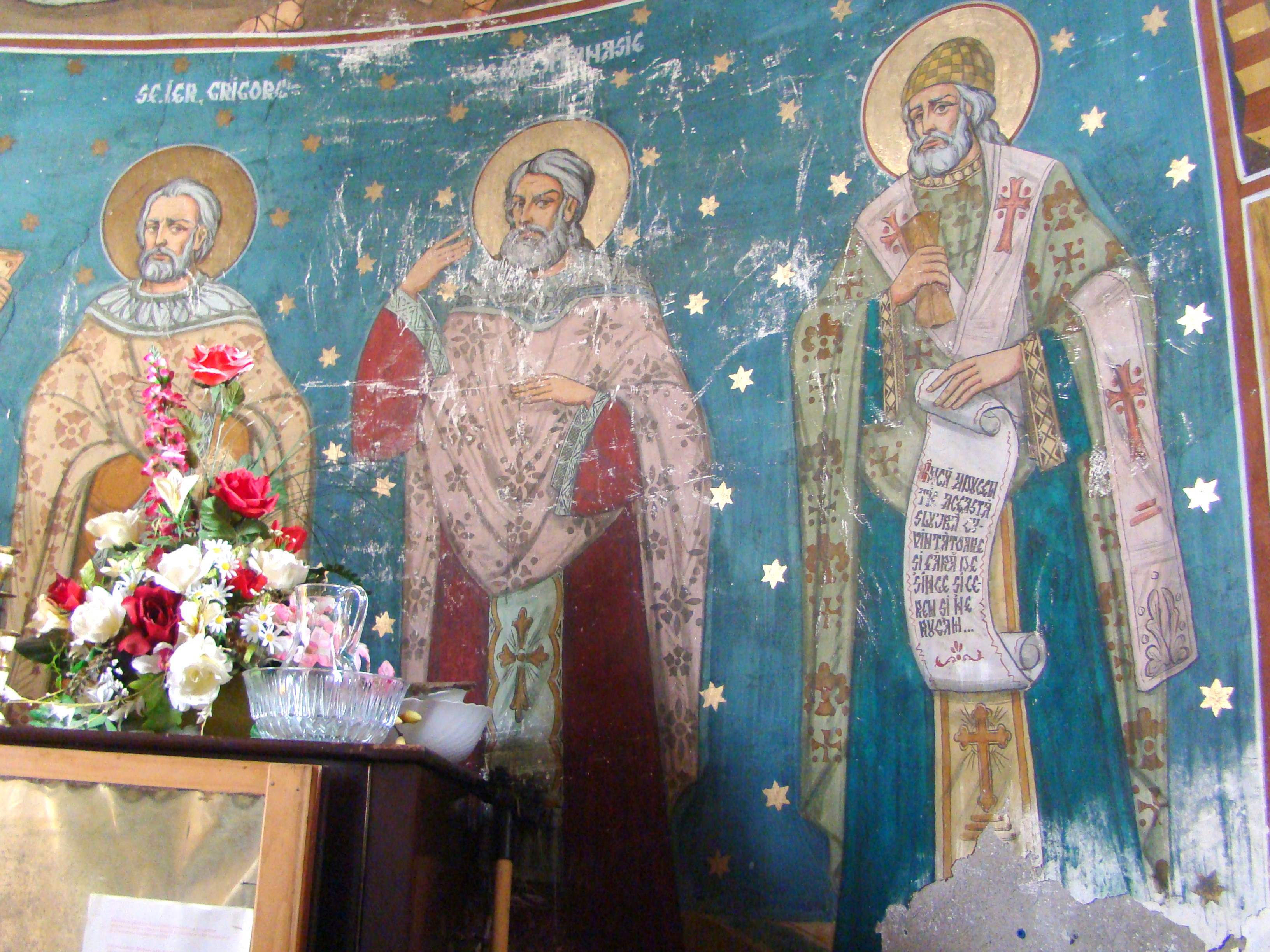
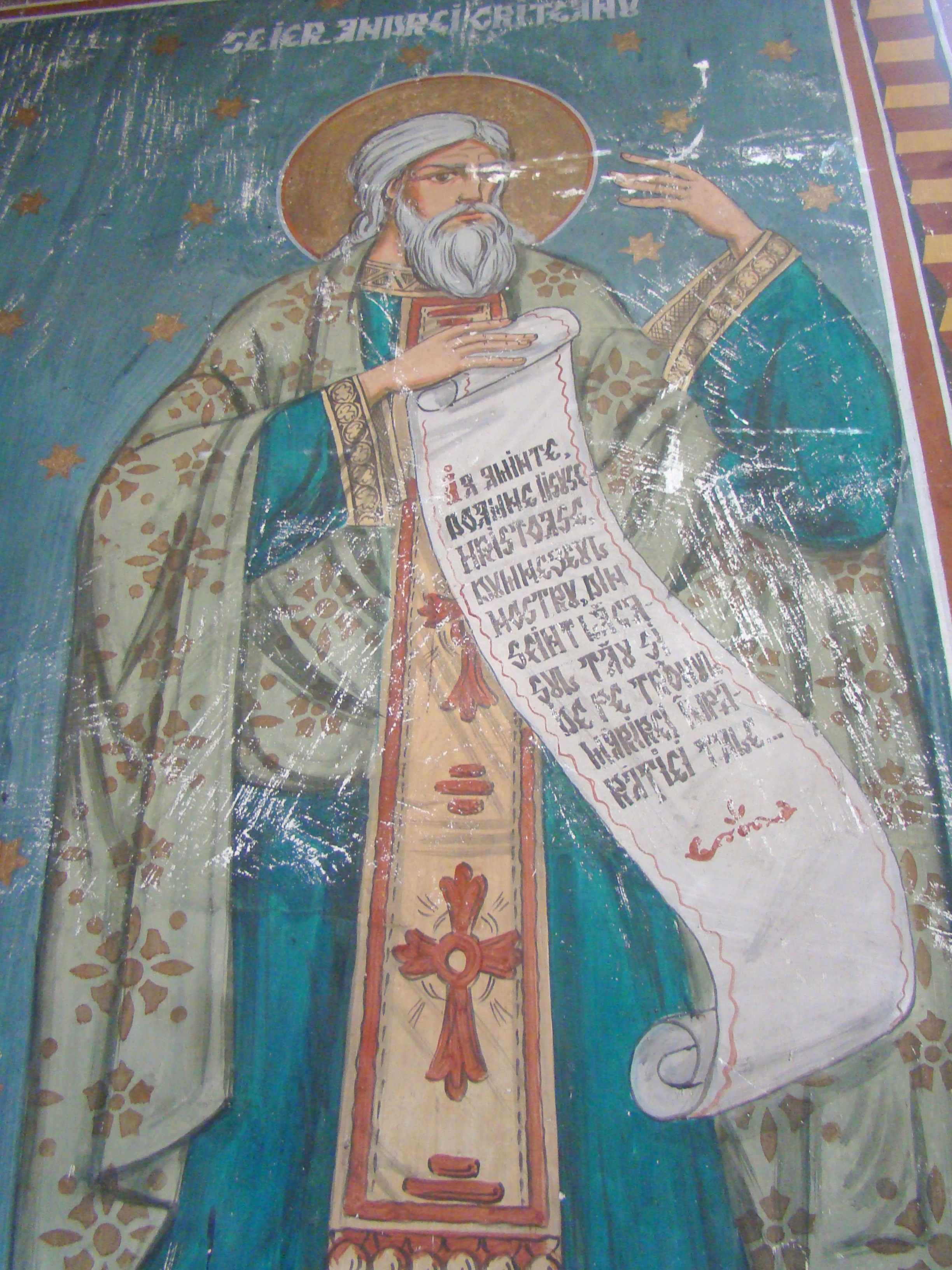
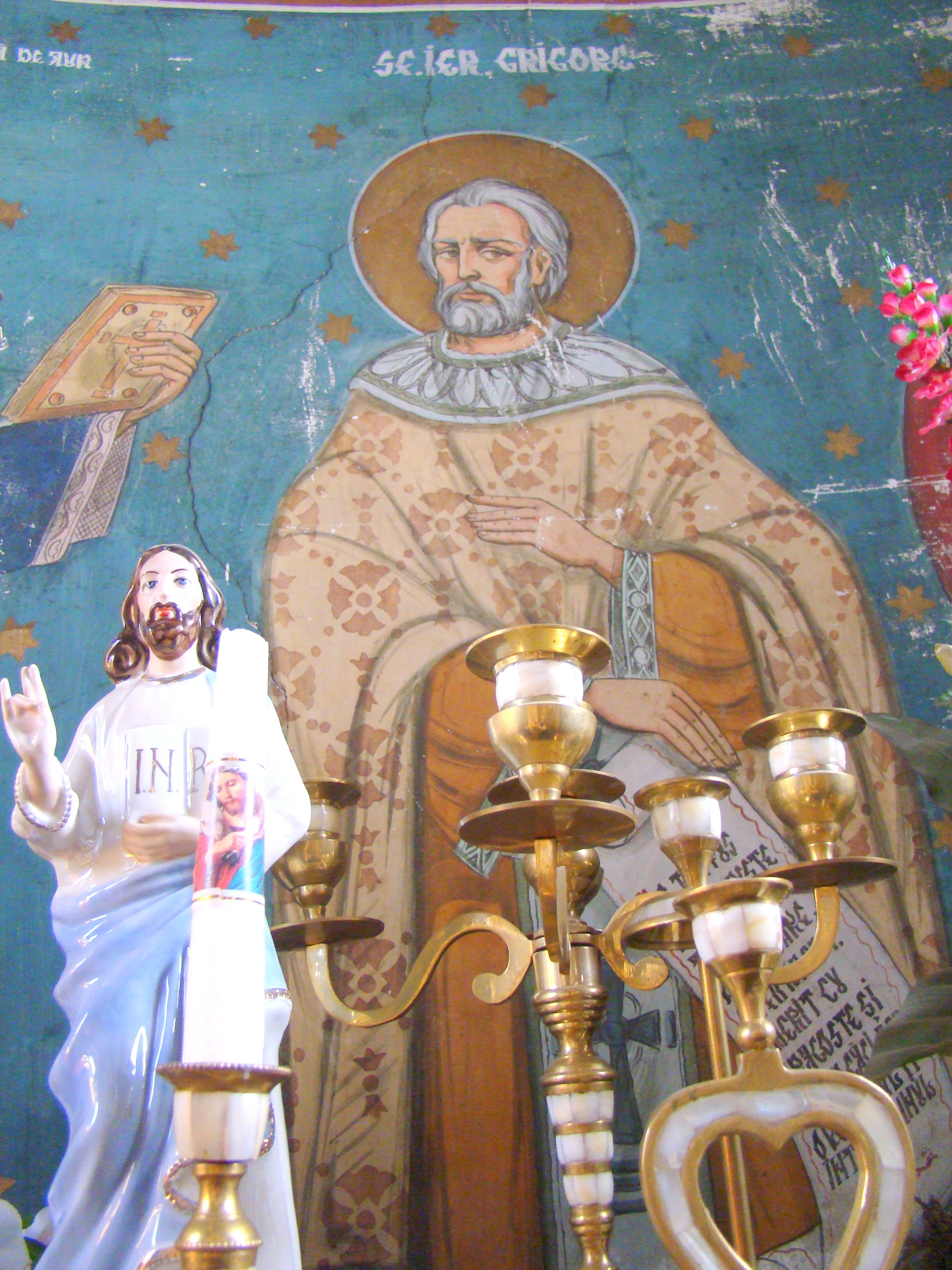
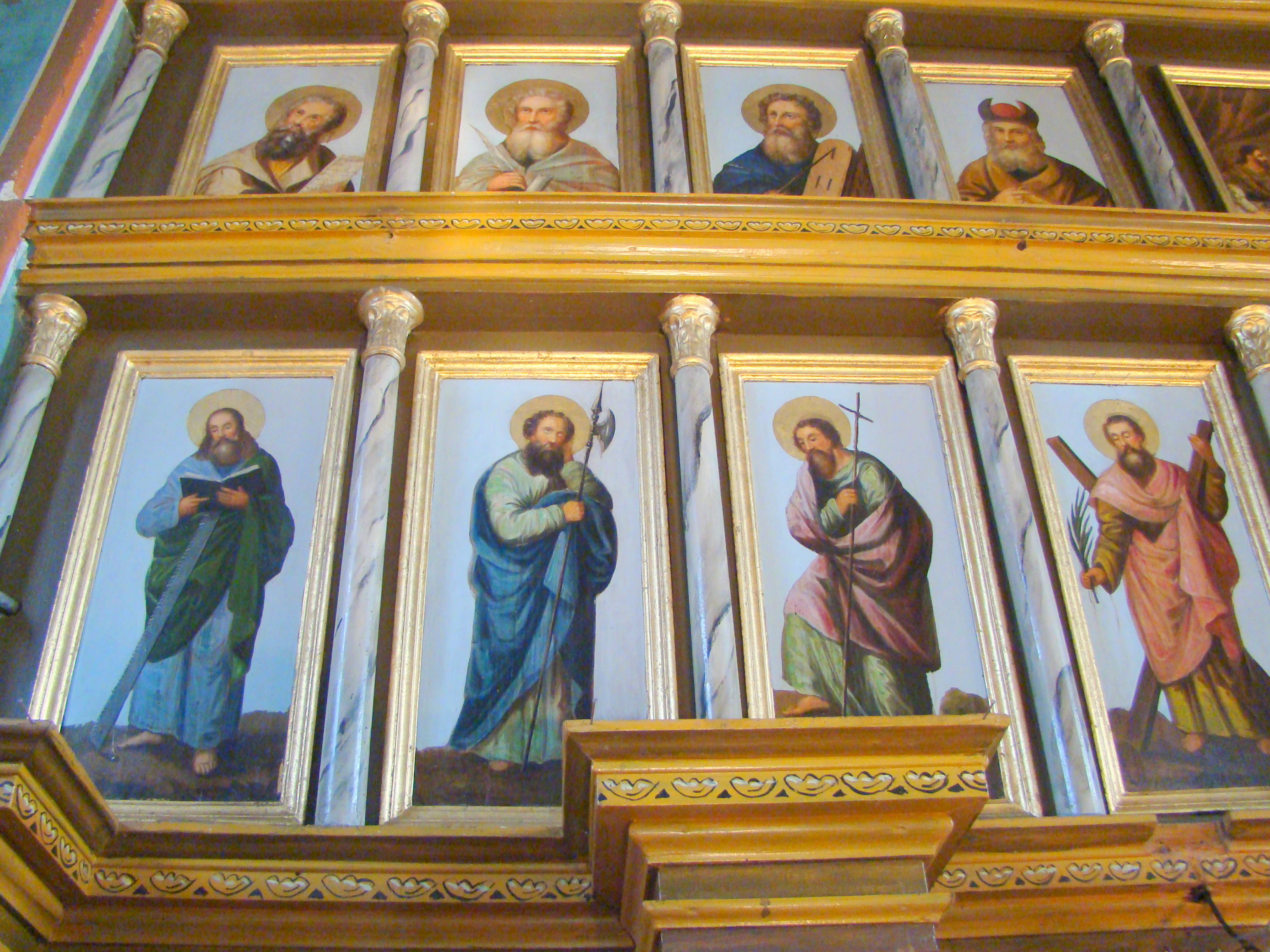
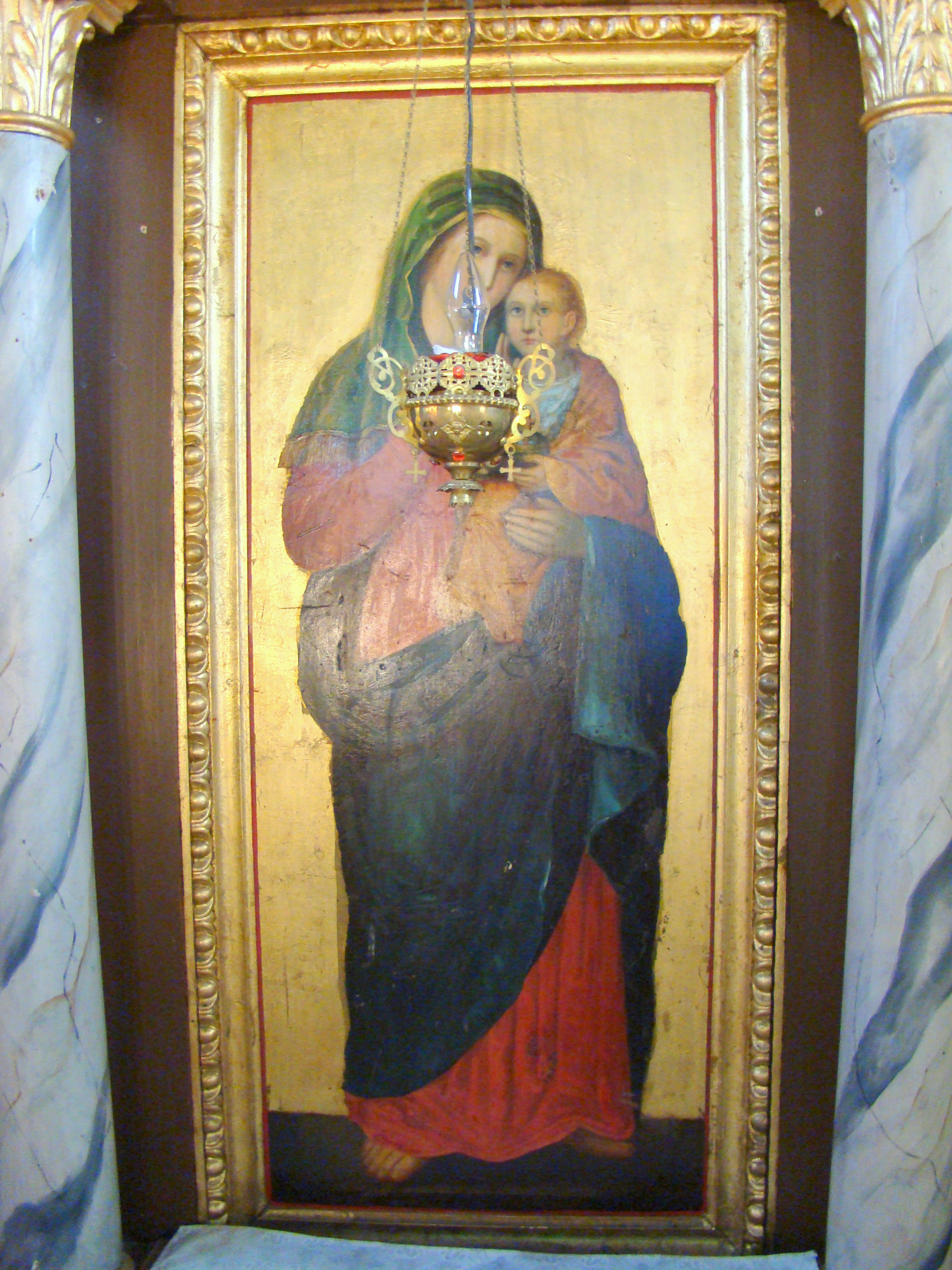
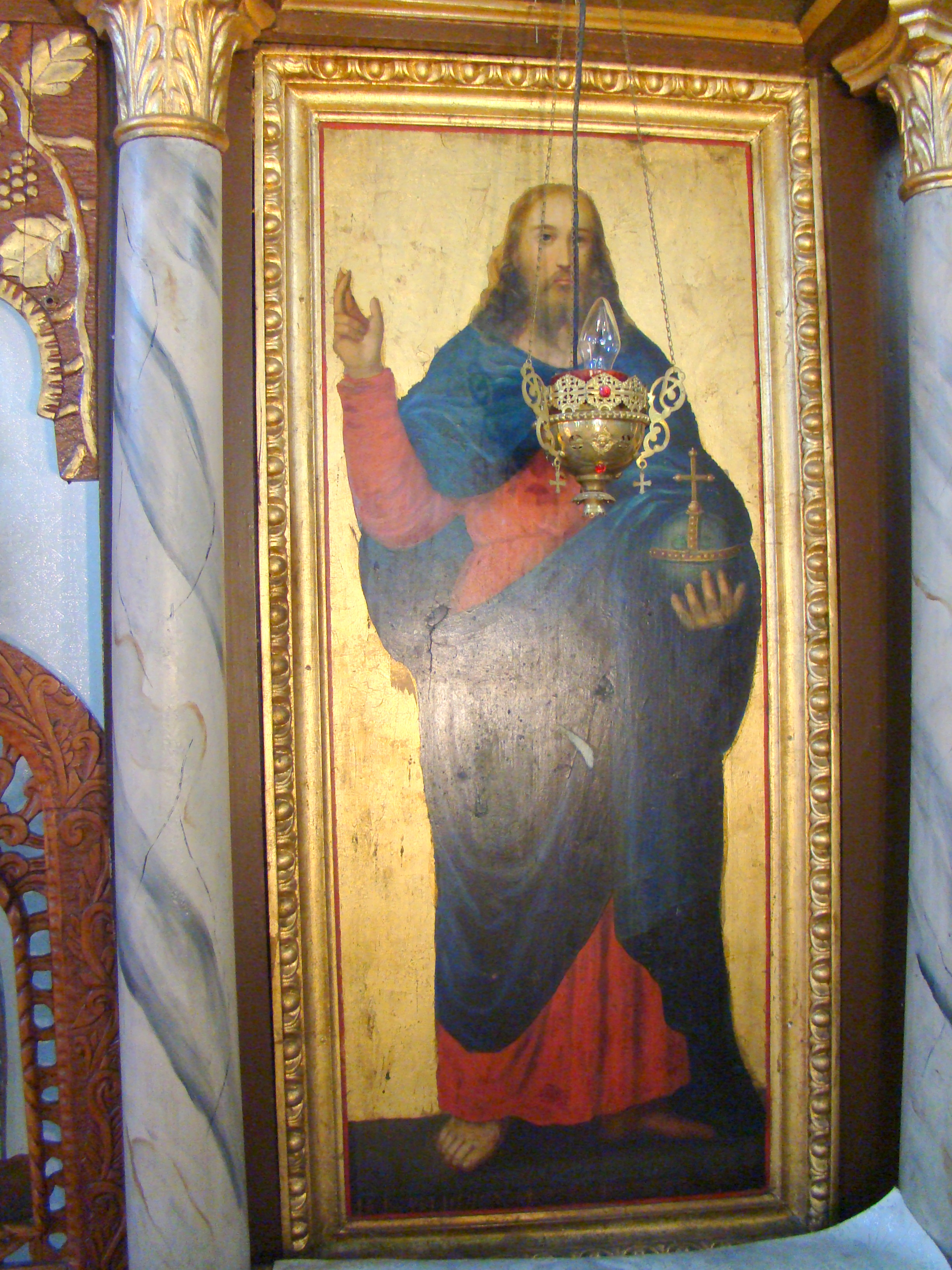
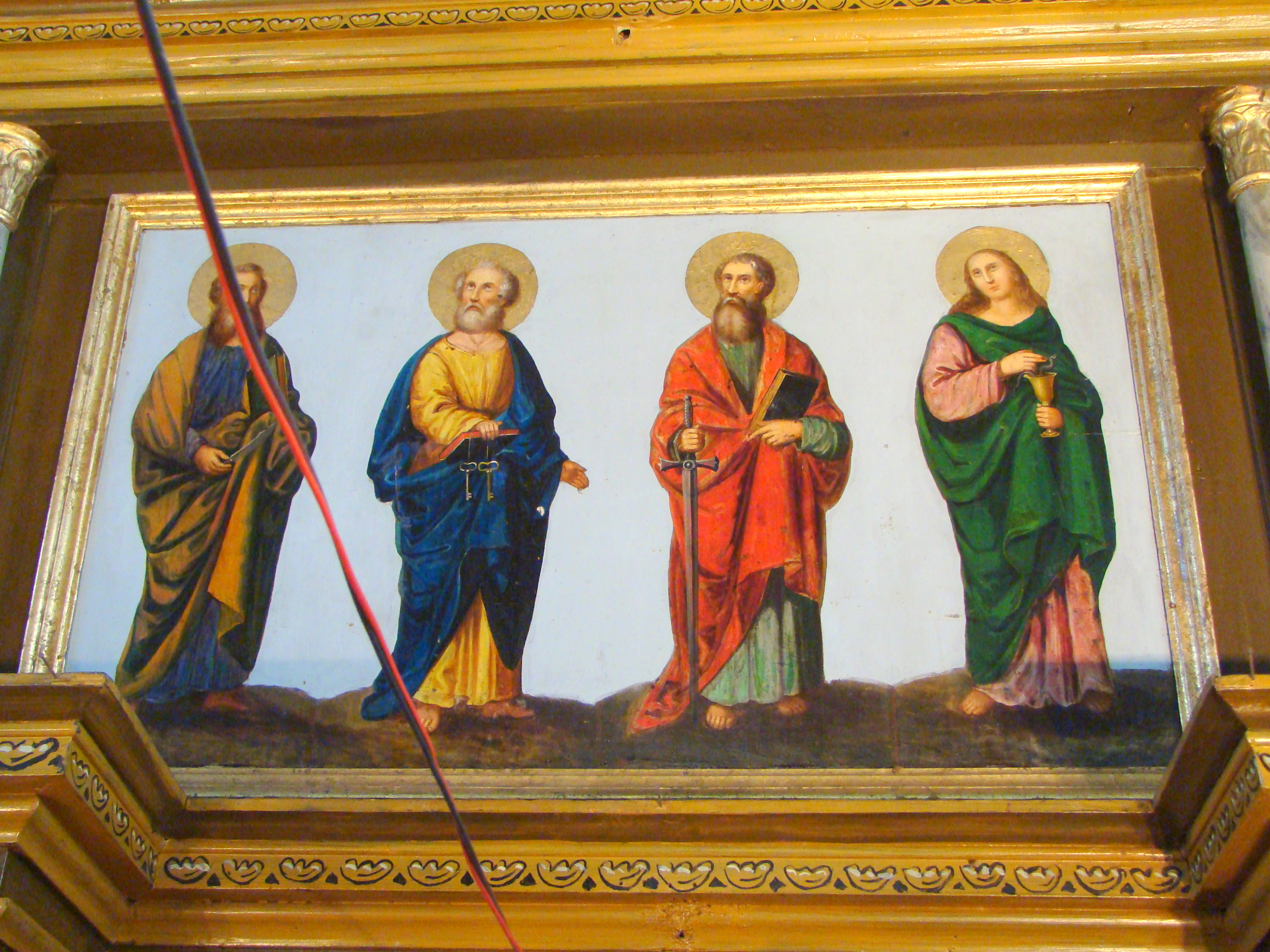
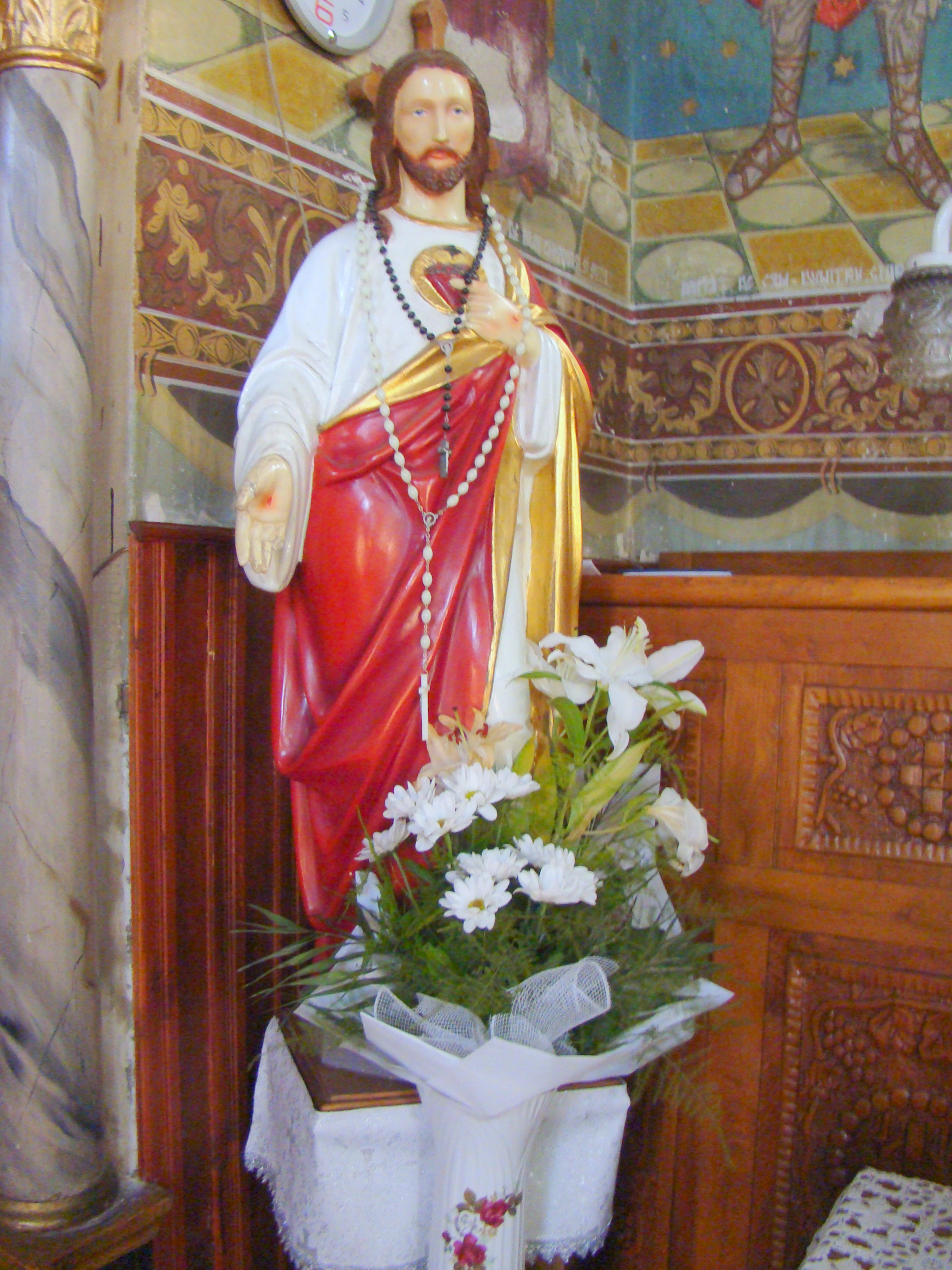
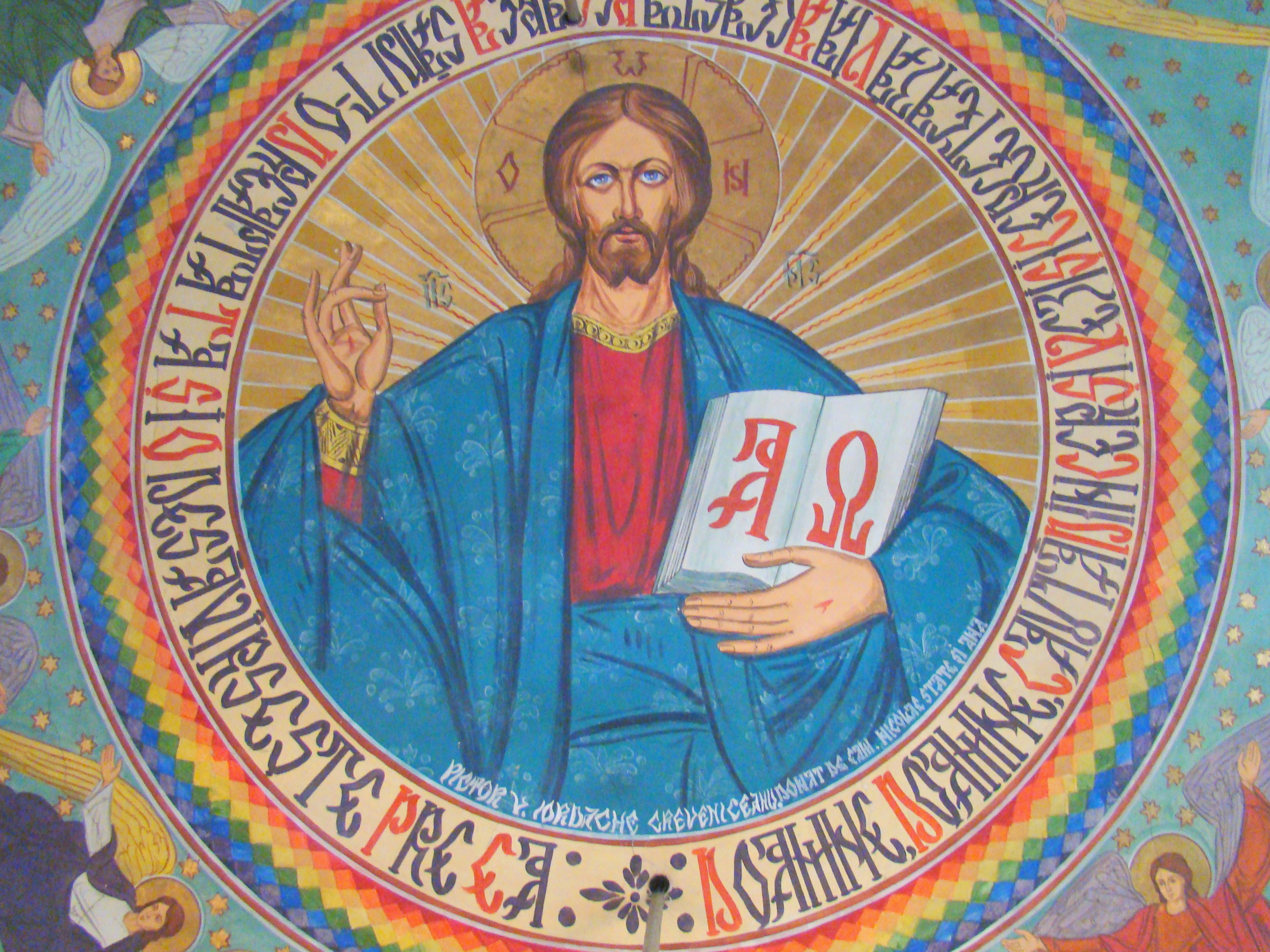
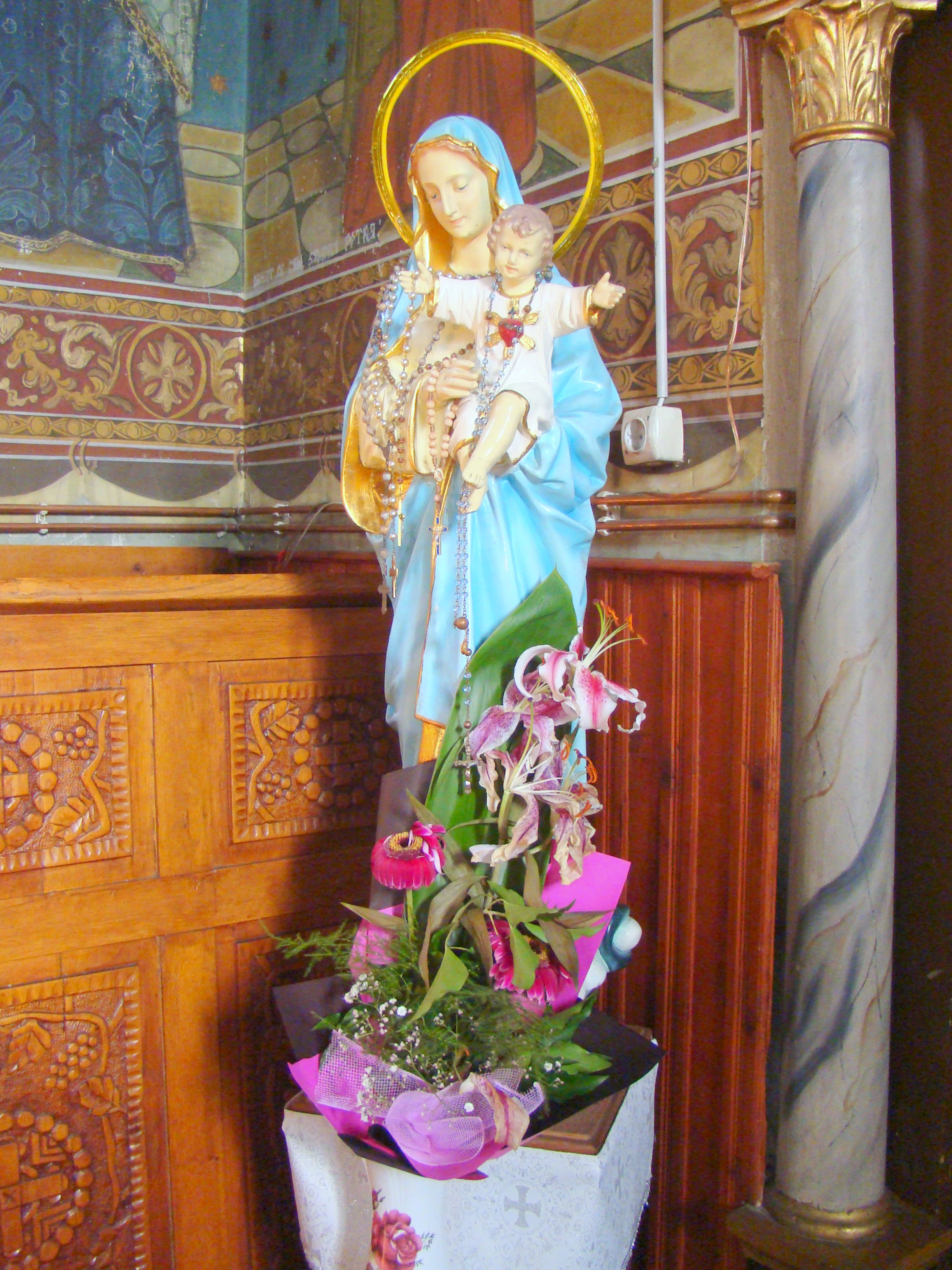
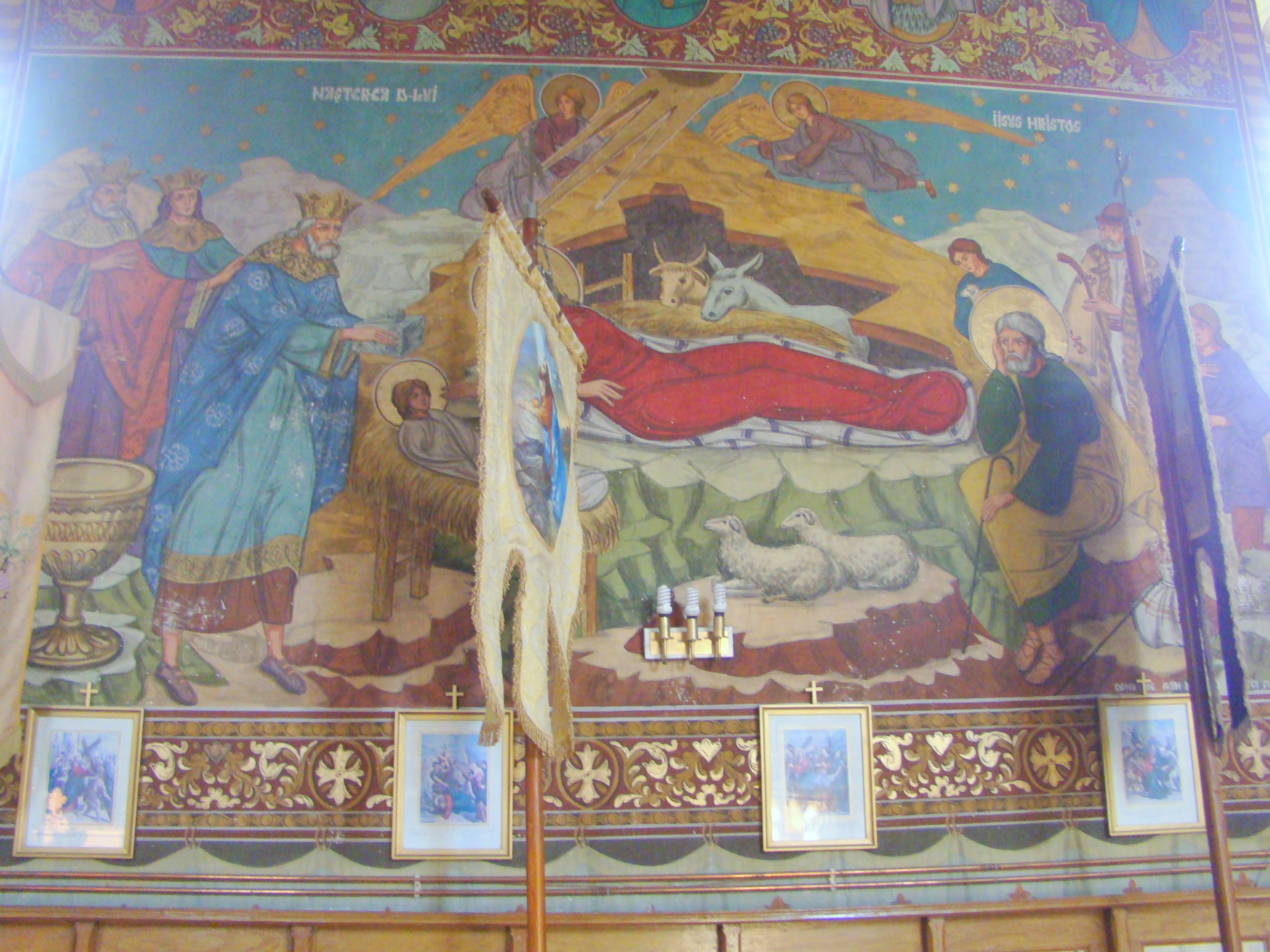
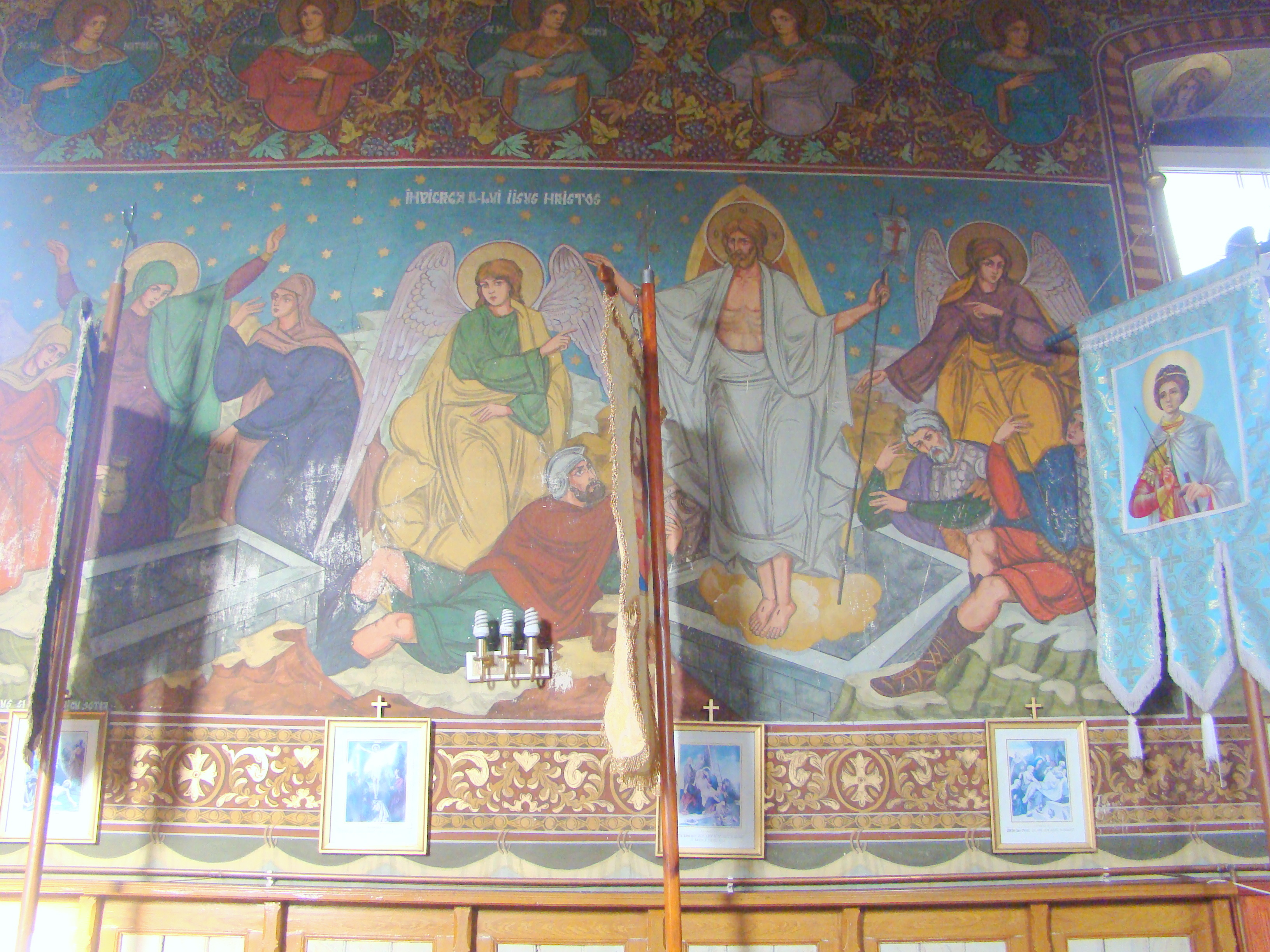
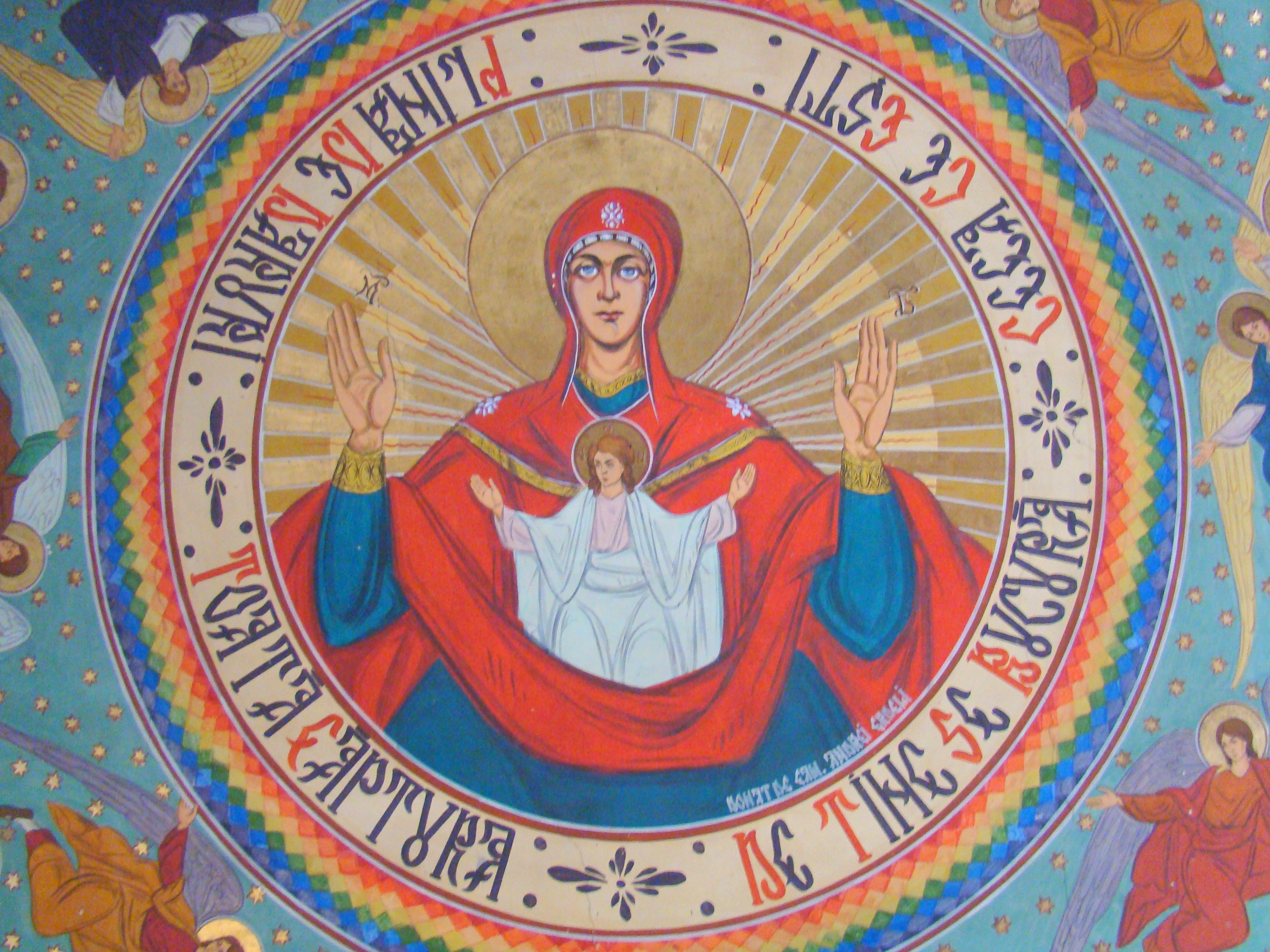
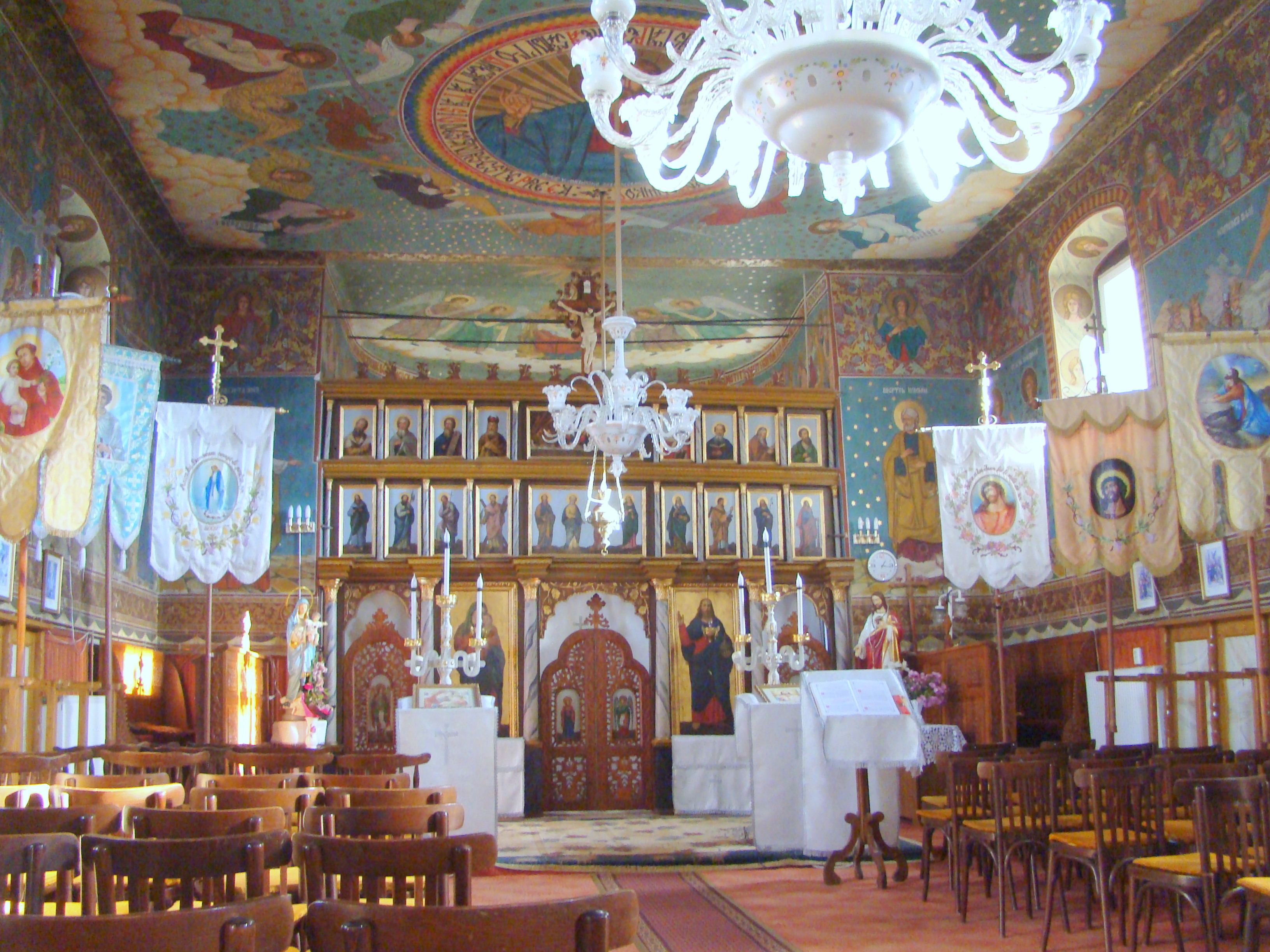
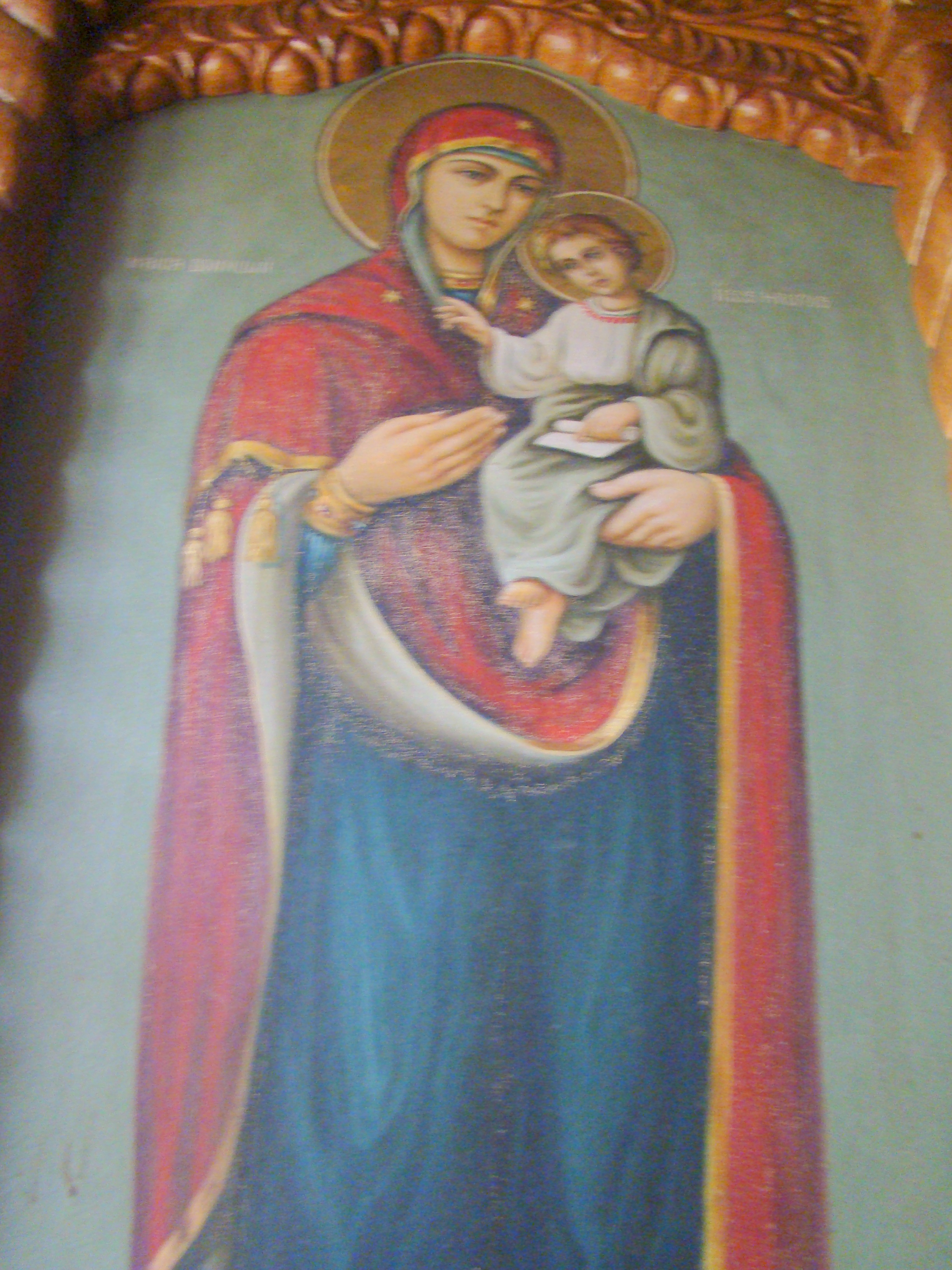
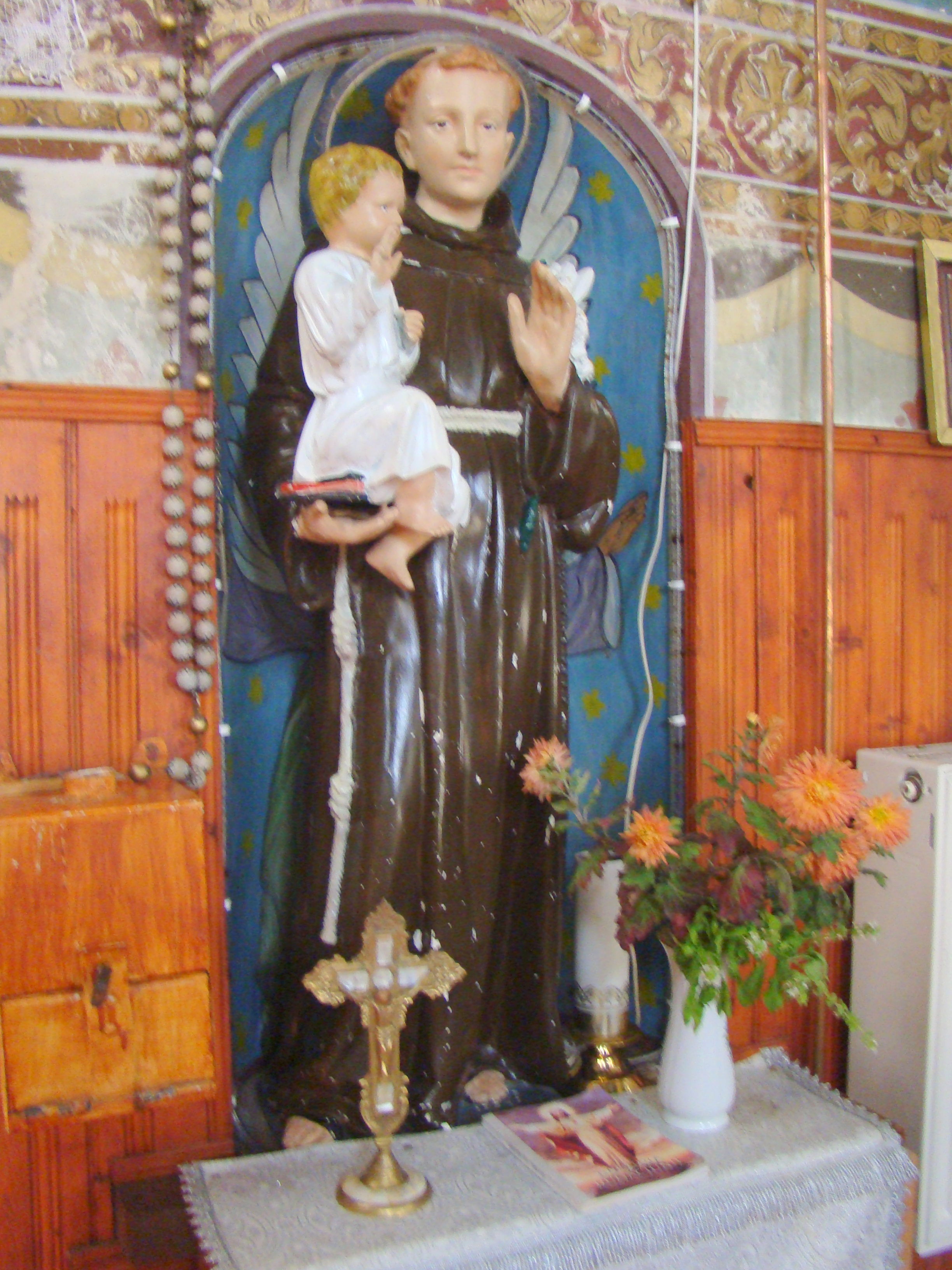
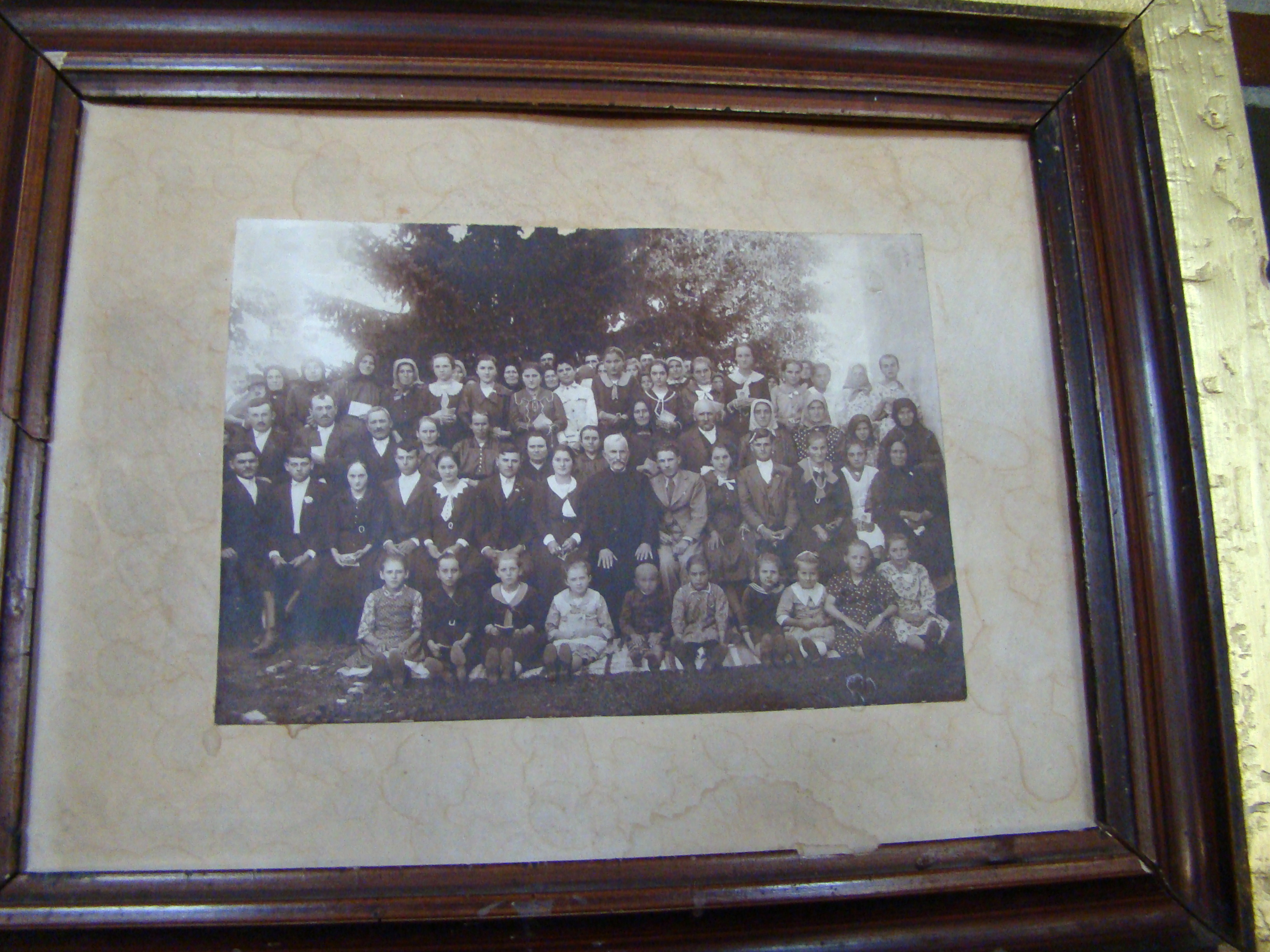
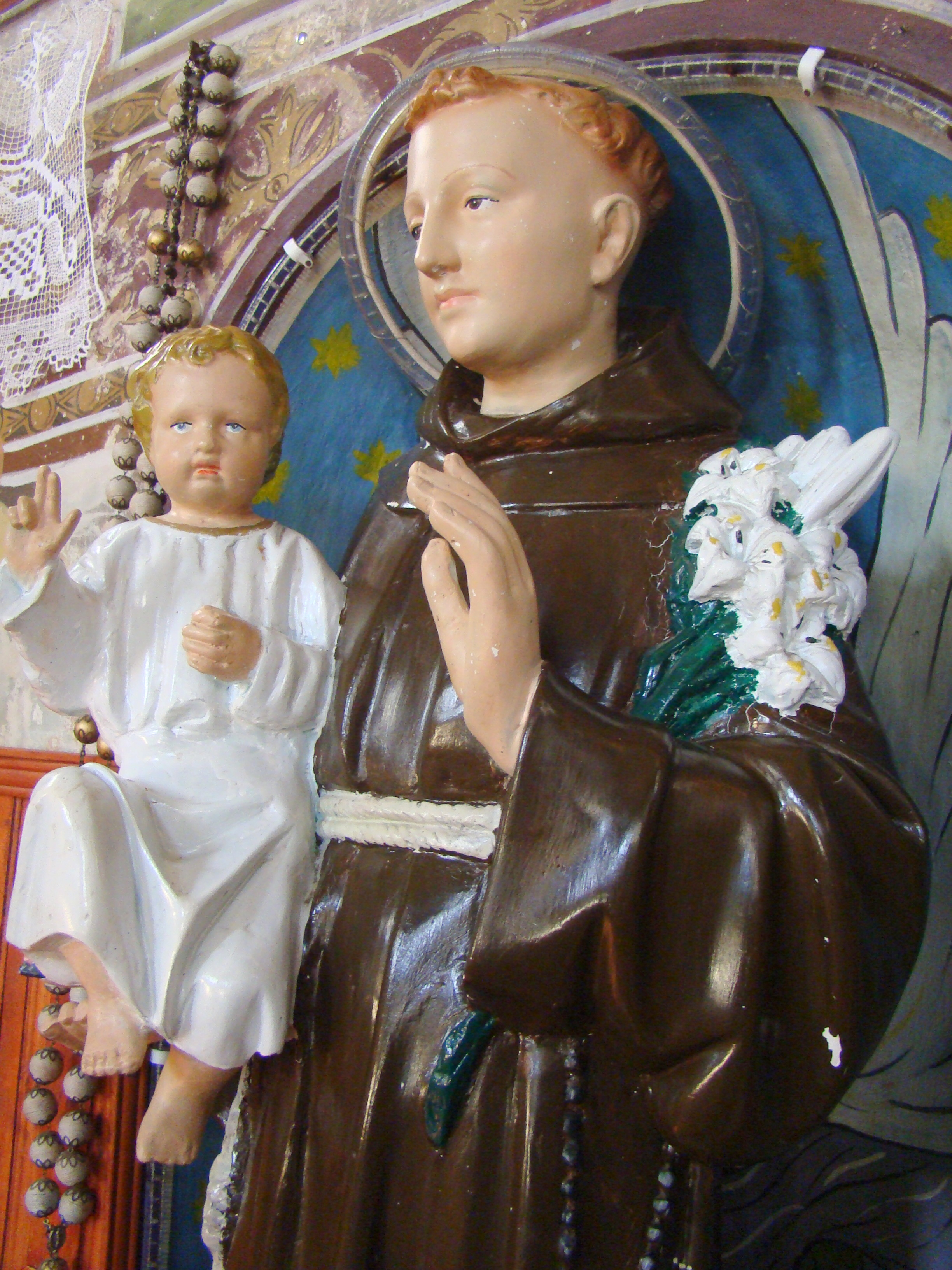
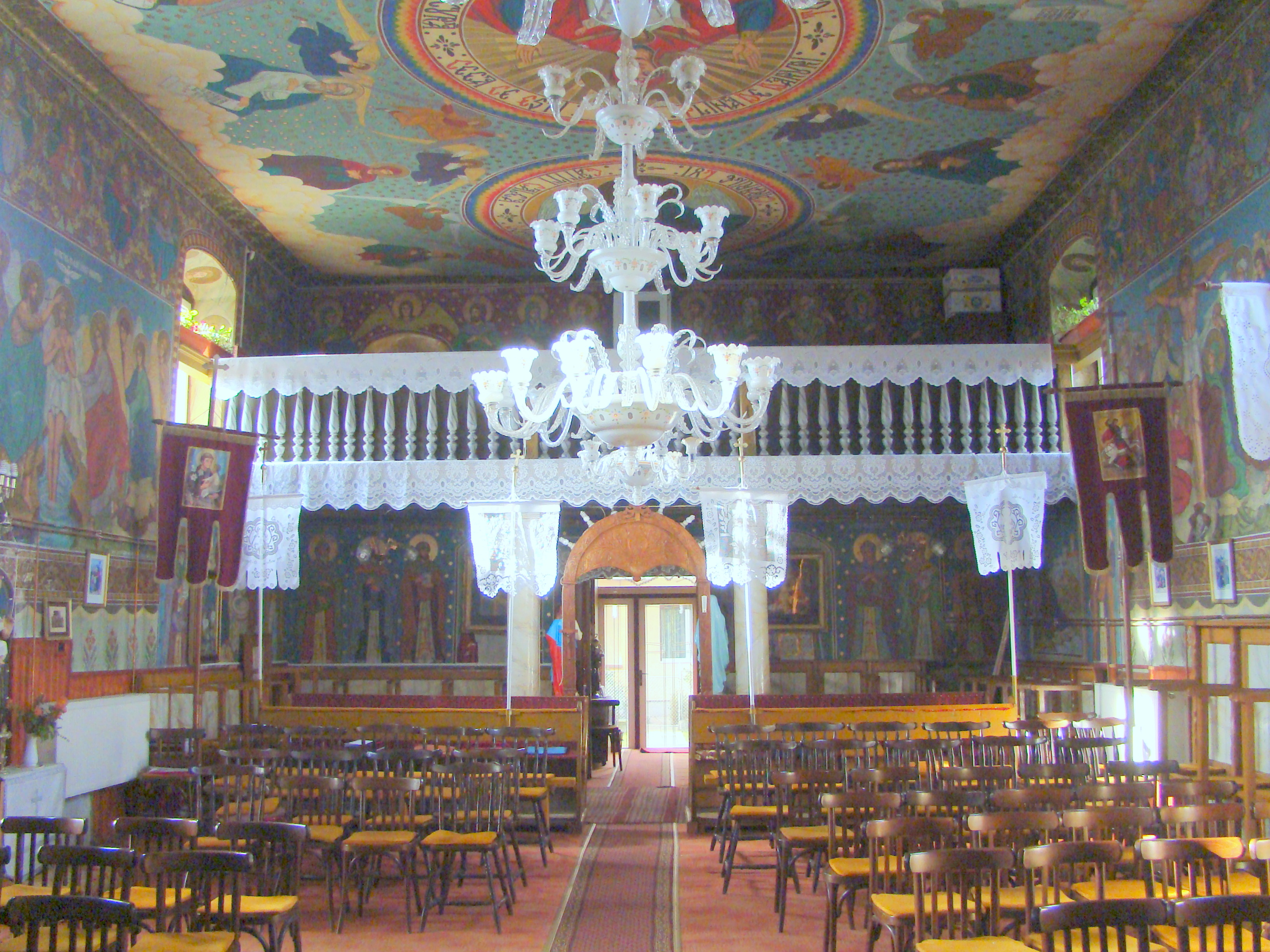
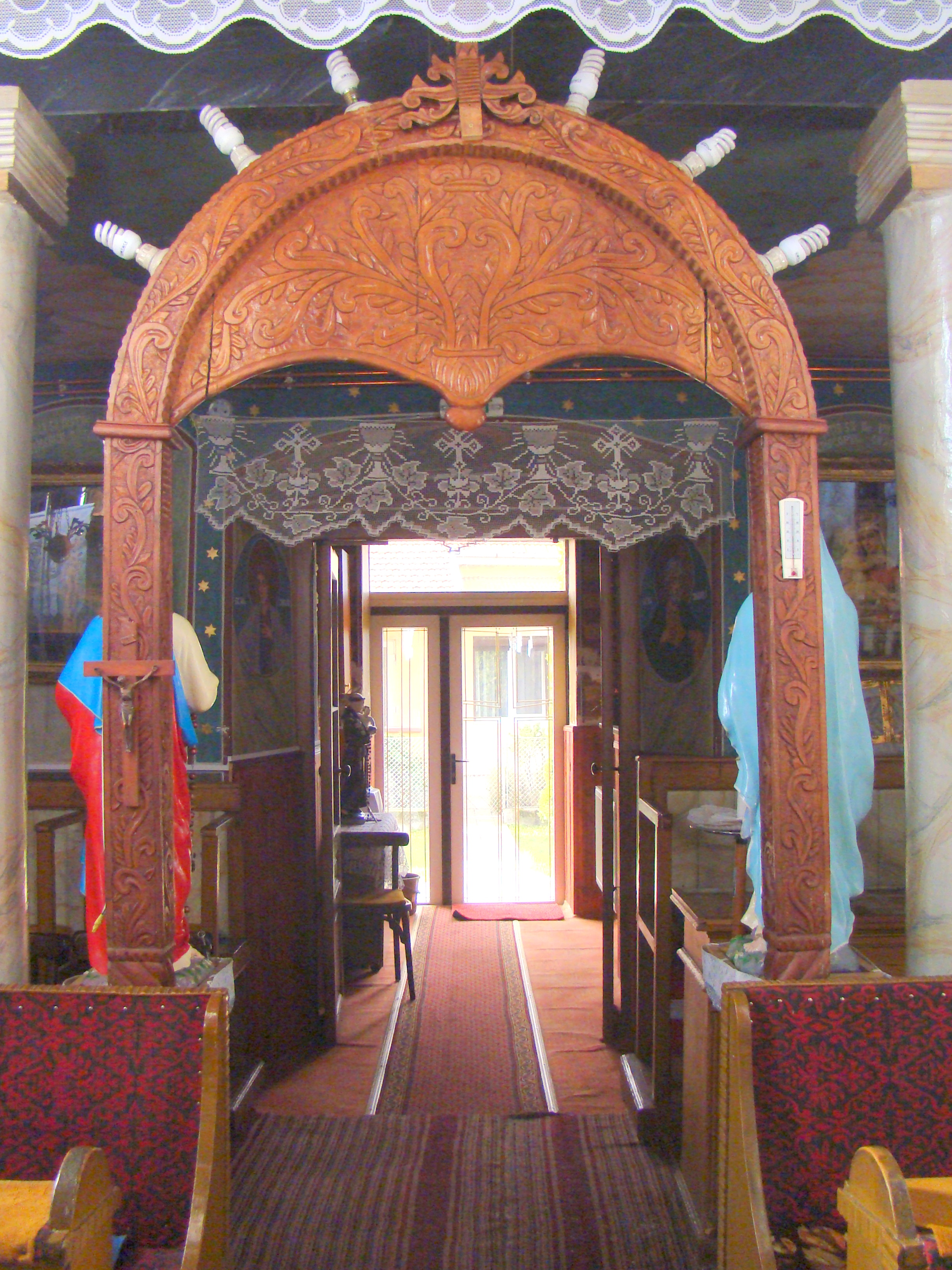
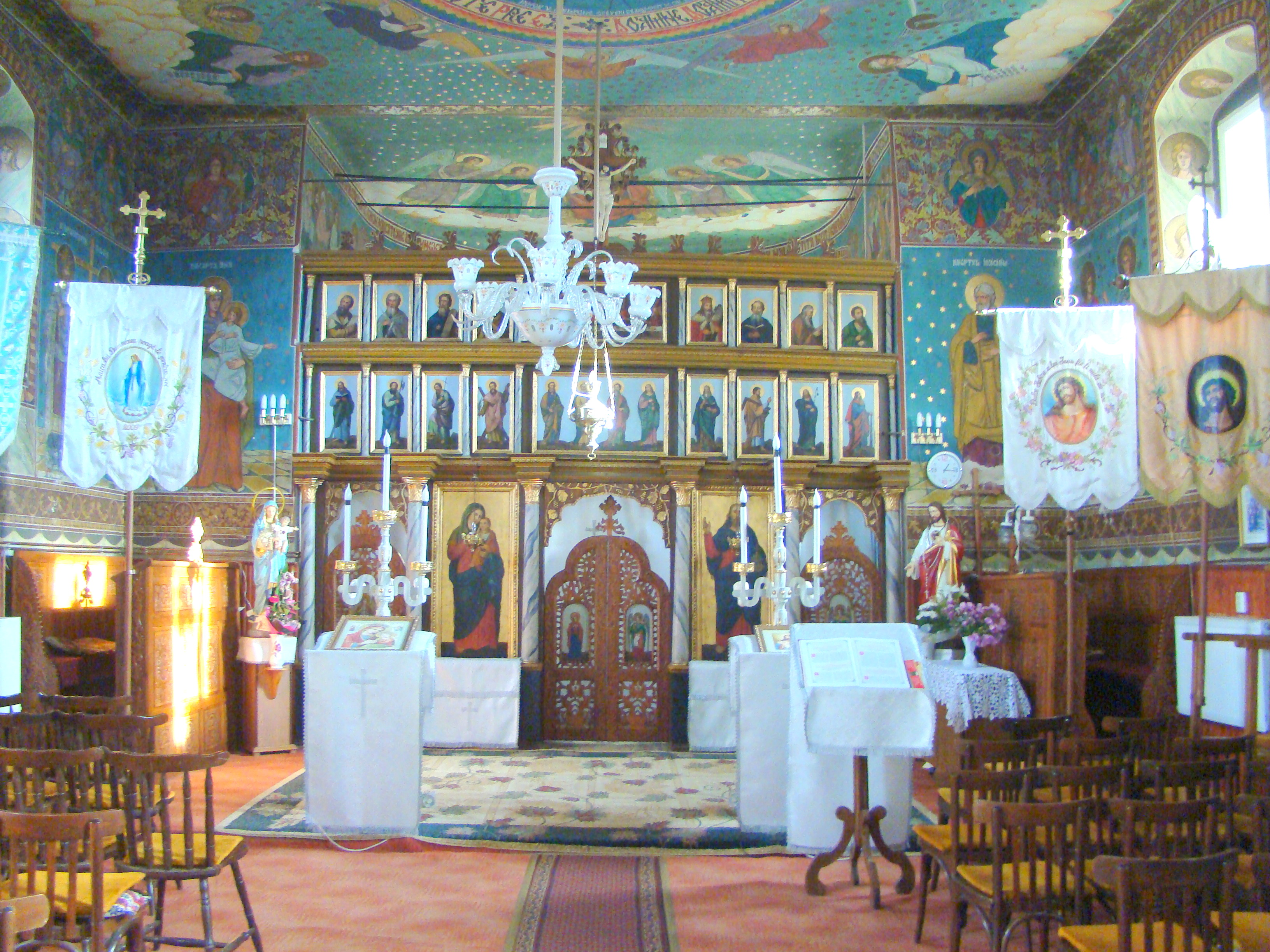
Nava spre iconostas